# Plymouth Fury
Der Plymouth Fury war ein Fahrzeug der zum Chrysler-Konzern gehörenden Marke Plymouth, das in verschiedenen Versionen von 1959 bis 1978 angeboten wurde. In den ersten eineinhalb Jahrzehnten war der Fury ein Full-Size-Modell und nahm die Spitzenposition innerhalb des Plymouth-Programms ein. Zeitweise gab es Sonderserien wie den Sport Fury; in einigen Modelljahren wurde die Baureihe außerdem in die nebeneinander angebotenen Linien Fury I, Fury II und Fury III untergliedert. Eine besonders hochwertig ausgestattete Version des Fury wurde zeitweise als Plymouth VIP verkauft. Ab 1975 wurde die Bezeichnung Fury im Wege des Badge Shifting auf die Mittelklassemodelle der Marke heruntergereicht, während das Spitzenmodell die Bezeichnung Gran Fury erhielt. Besondere Bekanntheit erhielt der Fury durch den 1983 erschienenen Roman Christine von Stephen King und dessen Verfilmung, in dem ein Plymouth Fury die Hauptrolle spielt.

## 1956 bis 1958: Fury als Ausstattungsvariante

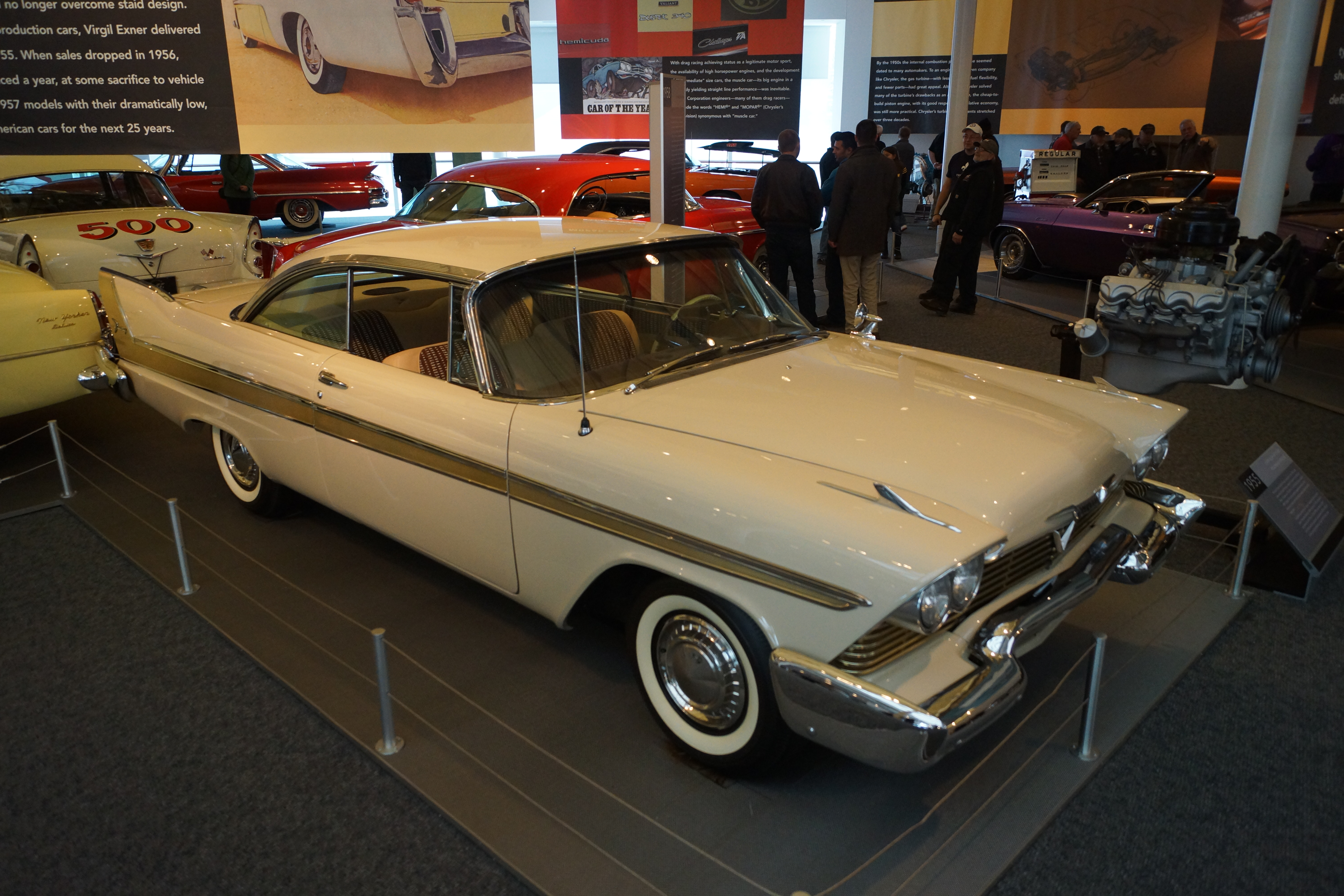
Beige und Gold: Plymouth Fury (1958)

Plymouth führte die Bezeichnung Fury im Modelljahr 1956 ein. Der erste Fury war eine der Baureihe Belvedere zugeordnete Unterserie, die ausschließlich als zweitüriges Hardtop-Coupé angeboten wurde. Die Karosserie des Fury war mit der des Belvedere identisch und machte alle Änderungen mit, die der Belvedere Jahr für Jahr erfuhr. Allerdings war der Fury jeweils exklusiv mit dem größten Motor ausgestattet, den Plymouth zu dieser Zeit anbot. Der Fury der Modelljahre 1956 bis 1958 war das leistungsstärkste und zugleich teuerste Fahrzeug der Marke Plymouth. Die Fahrzeuge waren ausschließlich in weiß (1956) bzw. beige lackiert und hatten goldene Zierapplikationen an den Wagenflanken sowie einen golden eloxierten Kühlergrill. Einen rot lackierten Fury, wie er im Film Christine von 1983 gezeigt wird, gab es werksseitig nicht.
Angetrieben wurde der Fury anfänglich von einem Achtzylinder-V-Motor mit 4965 cm³ (303 Kubikzoll) Hubraum und einer Leistung von 240 SAE-PS. Ab 1957 war der Fury serienmäßig exklusiv mit einem 5211 cm³ großen Achtzylindermotor ausgestattet, der 290 SAE-PS leistete, und im folgenden Jahr konnte wahlweise eine auf 5735 cm³ (350 Kubikzoll) vergrößerte Version mit 305 bzw. 315 SAE-PS bestellt werden. Die Verkaufspreise lagen bei 2866 USD im Jahr 1956 und bei 3067 USD zwei Jahre später. Das entsprach dem Niveau der höher positionierten Modelle der Schwestermarke Dodge; die übrigen Plymouth-Modelle waren 300 bis 400 USD preiswerter. Der Fury war in diesen drei Jahren das absatzschwächste Fahrzeug der Marke Plymouth. Die Produktionszahlen erreichten jeweils nur mittlere vierstellige Werte (4485 Fahrzeuge im Jahr 1956, 7438 im folgenden und 5303 Exemplare 1958).

## 1959 bis 1974: Full-Size-Modelle

### 1959
Im Modelljahr 1959 wurde der Fury zu einer eigenständigen Modellreihe im Plymouth-Programm. Der Fury war eine besser ausgestattete Variante der Full-Size-Modelle von Plymouth und übernahm die Rolle des Spitzenmodells der Marke. Der Fury wurde als viertürige Limousine mit fest stehender B-Säule sowie als zwei- und viertüriges Hardtop-Modell (ohne B-Säule) angeboten. Eine Kombiversion des Fury gab es nicht. Die teuerste Ausführung war der Sport Fury, der nur als Hardtop-Coupé sowie als Cabriolet erhältlich war.
Der Fury nutzte 1959 den üblichen Kastenrahmen, der 1957 konzernweit für alle Full-Size-Modelle von Chrysler, DeSoto, Dodge, Imperial und Plymouth eingeführt worden war. Allerdings hatten die Plymouth-Modelle mit 2997 mm den kürzesten Radstand. Das Karosseriedesign folgte dem ebenfalls 1957 vorgestellten Forward Look von Virgil Exner. Wie alle Modelle des Chrysler-Konzerns hatte der Fury vorn eine Panoramascheibe und eine geschwungene, zum Kofferraum abfallende hintere Dachpartie. Die Form der Heckflossen entsprach der der zeitgenössischen Dodge-Modelle, wich aber von den Chrysler-, DeSoto- und Imperial-Versionen ab. Details der Front- und Heckpartie waren eigenständig.
Der Fury war mit verschiedenen Achtzylinder-V-Motoren lieferbar. Basismodell war ein 5,2 Liter (318 Kubikzoll) großer Motor mit 230 SAE-PS, der mit einem Doppelvergaser ausgestattet war. Im Sport Fury leistete er mit einem Doppel-Registervergaser serienmäßig 260 SAE-PS. Auf Wunsch war ein 5,9 Liter großer Achtzylinder (361 Kubikzoll) mit 305 SAE-PS erhältlich.
Die Kraftübertragung auf die Hinterachse erfolgte über ein manuelles 3-Gang-Getriebe oder über die PowerFlite (zwei Gänge) und TorqueFlite (drei Gänge) genannten Automatikgetriebe. Die Vorderachse verwendete Drehstäbe zur Federung, das Torson-Aire genannte System konnte auf Wunsch sogar Beladungszustände ausgleichen.
1959 verkaufte Plymouth etwa 90.000 Fahrzeuge vom Fury und vom Sport Fury.
Eine besondere Version des Plymouth Fury war der Dodge Viscount, der ausschließlich in Kanada verkauft wurde. Es handelte sich um einen regulären Fury, der mit der Frontmaske des US-amerikanischen Dodge versehen war.

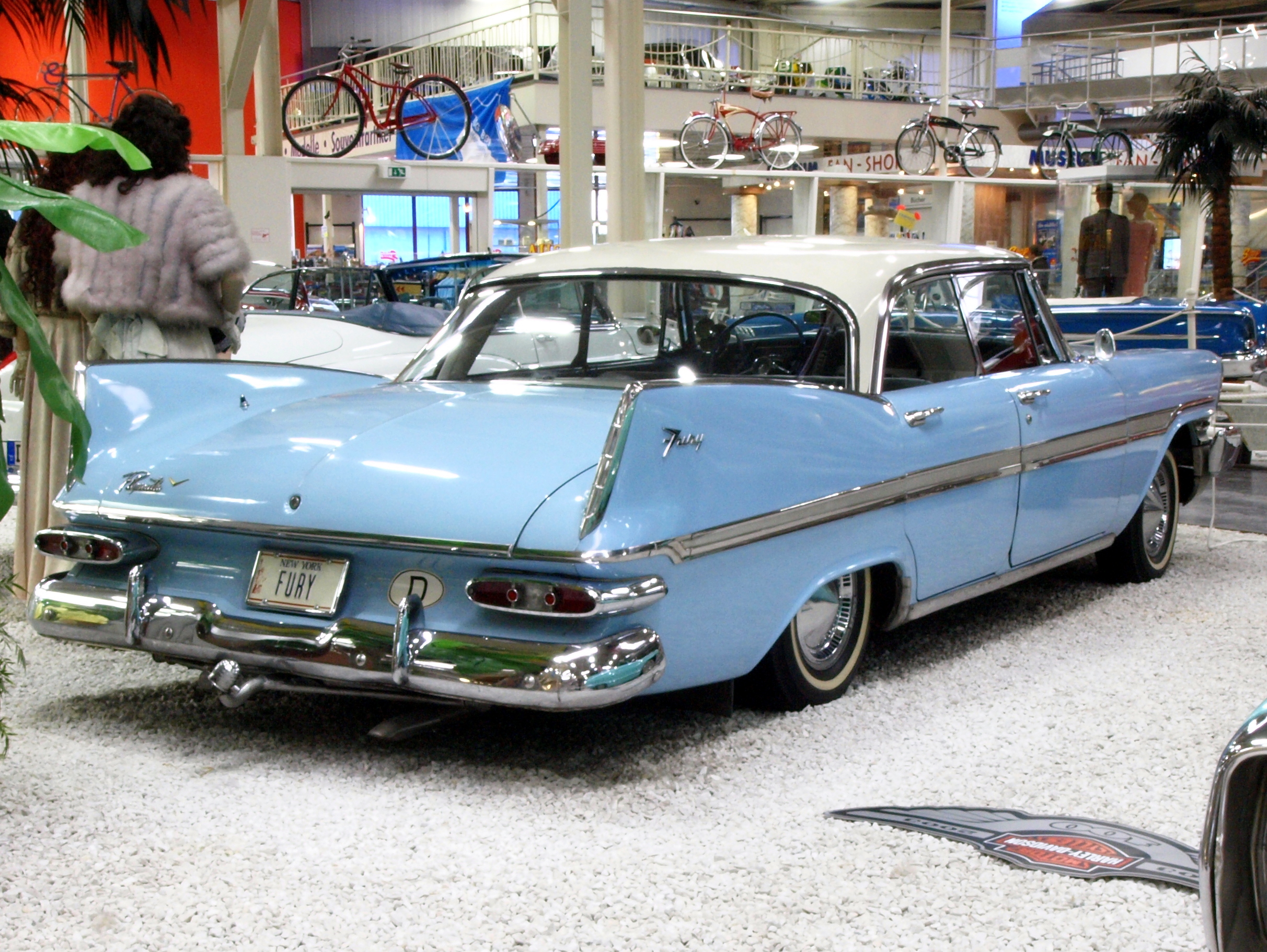
Plymouth Fury Hardtop Sedan
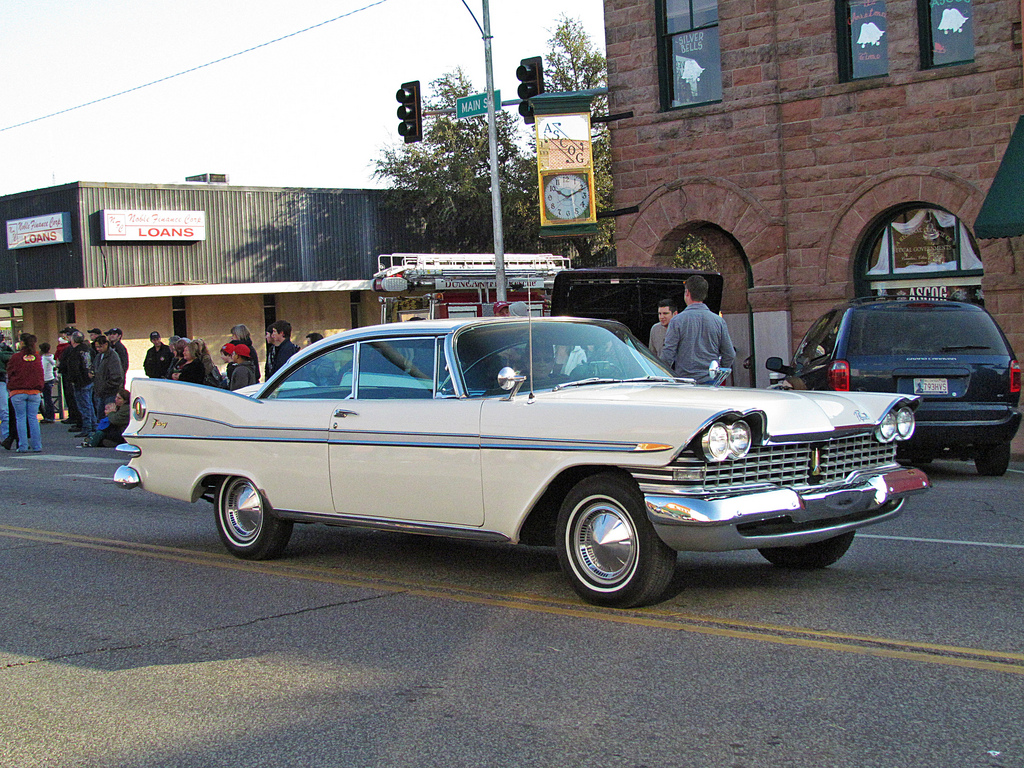
Plymouth Sport Fury Coupé
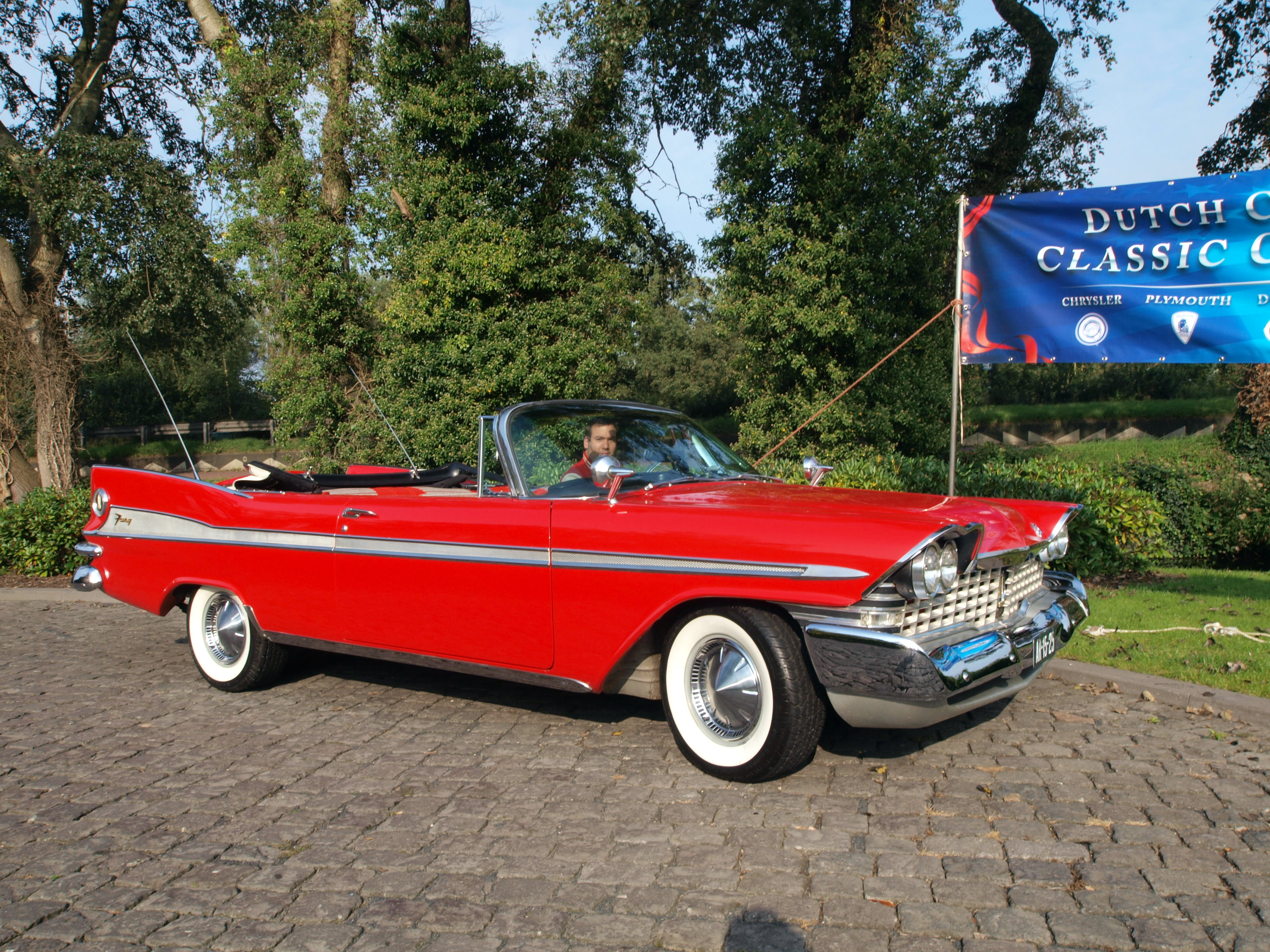
Plymouth Sport Fury Convertible
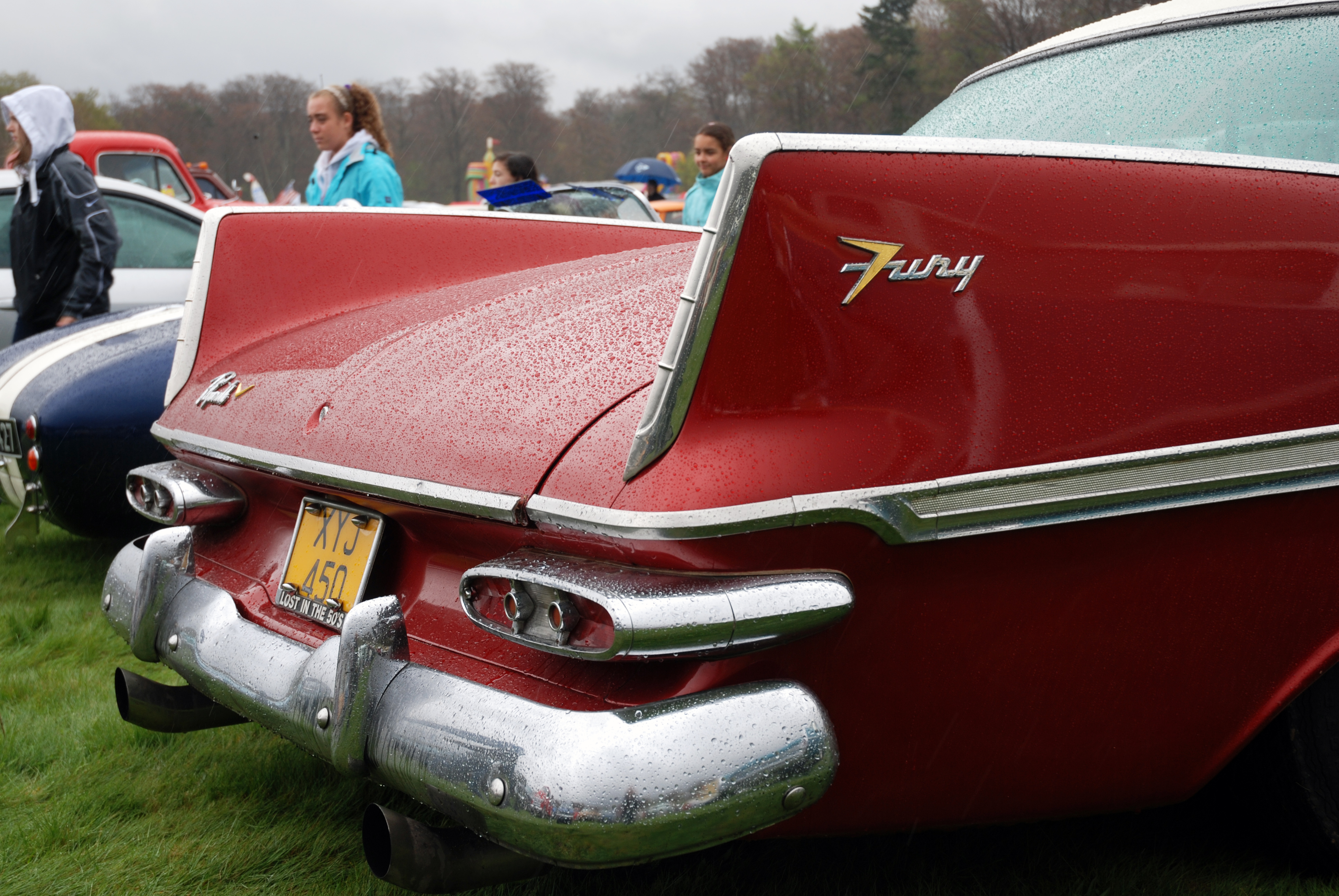
Heckflossen
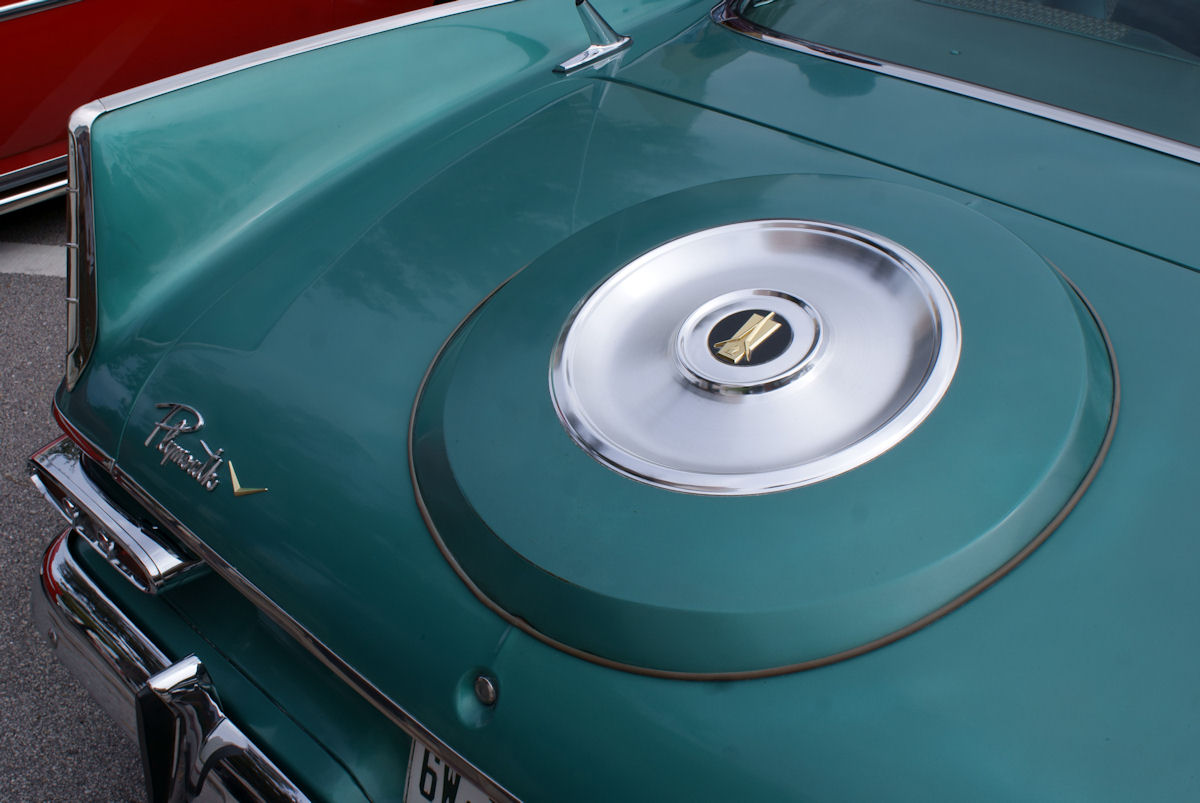
Kofferraumdeckel mit imitierter Reserveradabdeckung
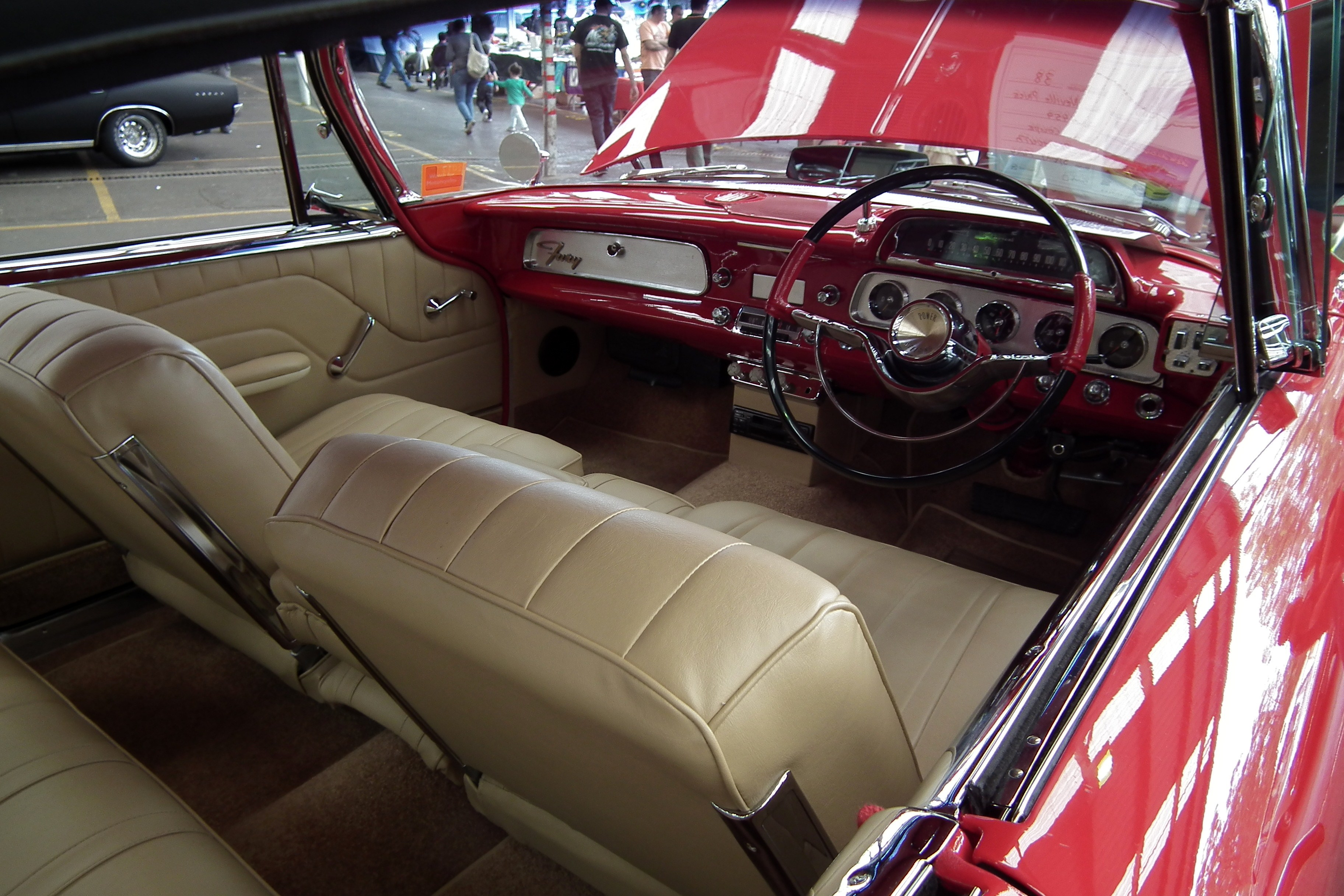
Interieur

### 1960 bis 1961
In der zweiten Modellgeneration war der Fury weiterhin das Spitzenmodell der Marke und die teuerste Ausführung der Full-Size-Modelle von Plymouth, zu denen außerdem der Plymouth Savoy und der der Belvedere gehörten. Die bisherige Version Sport Fury entfiel.

#### Technik und Design
Die drei Oberklassebaureihen erhielten zum Modelljahr 1960 wie alle Full-Size-Modelle des Chrysler-Konzerns (mit Ausnahme Imperials) eine selbsttragende Karosserie, die neu konstruiert worden war. Zur Unterstützung war allerdings ein Hilfsrahmen angeschraubt. Wie in den Jahren zuvor gab es konzernweit diesmal wieder unterschiedlich lange Radstände, wobei die Modelle von Plymouth einheitlich den kürzesten Radstand (2997 mm; 118 Zoll) verwendeten.
Das Karosseriedesign des 1960er Jahrgangs war neu gestaltet, folgte aber im Bereich der Dachlinie nach wie vor dem Forward Look von Virgil Exner. Die Frontpartie des Plymouth war eigenständig. Der Fury hatte Doppelscheinwerfer, die von einem Fortsatz der Kotflügel überdacht waren. Von dort aus reichte eine geschwungene Sicke in die Wagenflanken hinein, die den vorderen Radausschnitt umfasste. An der Heckpartie fanden sich wiederum hohe Heckflossen, deren Gestaltung der des Vorjahres entsprach. Das Design des 1960er Fury-Jahrgangs gilt als nicht gelungen. Einige Beobachter halten den Fury zusammen mit dem Schwestermodell von Dodge für eines der hässlichsten Autos, die jemals gebaut wurden.
Schon nach einem Jahr wurde die Karosserie im Front- und Heckbereich neu gestaltet. Zum Modelljahr 1961 verschwanden die geschwungene Sicke in den vorderen Kotflügeln und die Heckflossen. Die Gürtellinie des Wagens verlief nahezu waagerecht. Die Rückleuchten befanden sich in frei stehenden Röhren in den Wagenflanken.
Der Fury wurde 1960 und 1961 jeweils als Cabriolet, als viertürige Limousine mit fest stehender B-Säule sowie als zwei- und viertüriges Hardtop ohne B-Säule angeboten. Das Angebot an Karosserieversionen war damit breiter als das beim Savoy und beim Belvedere.
Die Motorisierung änderte sich gegenüber 1959. Standardmotor war in beiden Jahren eine 3687 cm³ (225 Kubikzoll) große Version des neu konstruierten Reihensechszylinders (Slant Six) mit 145 SAE-PS. Wahlweise waren 1960 zwei Achtzylinder-V-Motoren mit 5,2 und 5,9 Litern Hubraum erhältlich (230, 260 und 305 SAE-PS), 1961 gab es zusätzlich noch einen 6,3 Liter großen V8-Motor mit 330 SAE-PS.

#### Produktion
Von den drei Oberklasse-Baureihen der Marke Plymouth verkaufte sich der Fury, der zugleich die teuerste Linie war, am schlechtesten. Im Modelljahr 1960 entstanden ca. 54.200 Fahrzeuge (mehr als 23.000 weniger als vom Savoy), im Modelljahr 1961 waren es nur noch 38.000 Furys. Der Polara, das Schwestermodell der Marke Dodge, wurde allerdings in beiden Jahren noch deutlich seltener verkauft: 1960 waren es etwa 16.000 Polaras, 1961 nur noch 14.000.

#### Galerie

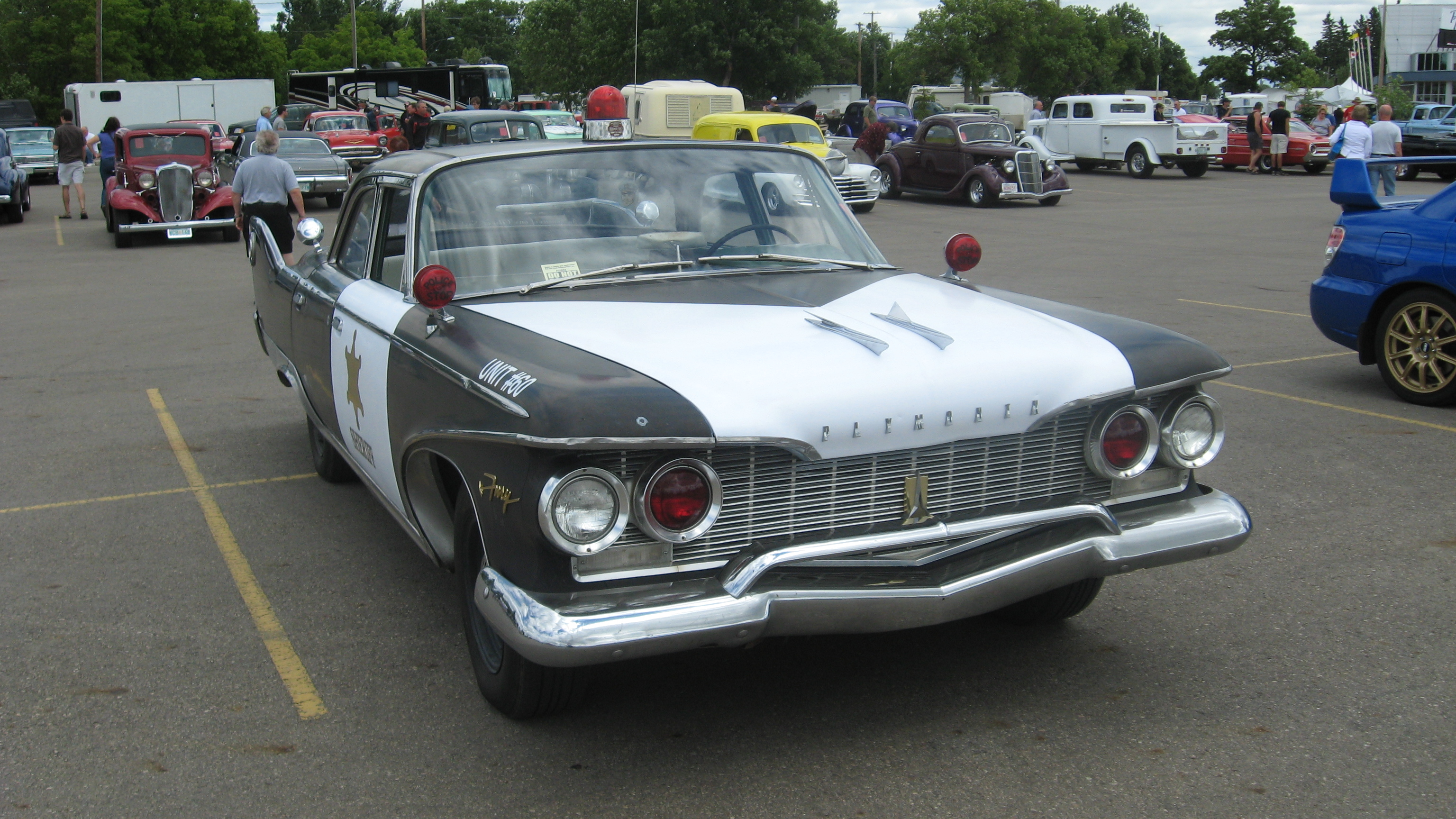
Plymouth Fury Sedan (1960)
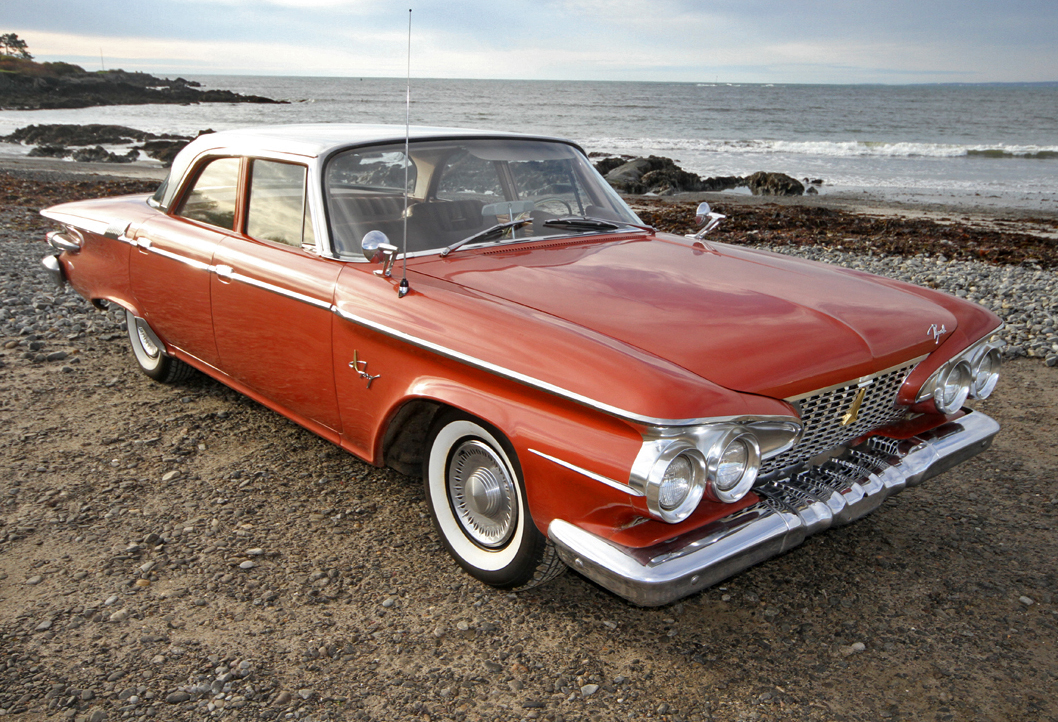
Plymouth Fury Sedan (1961)
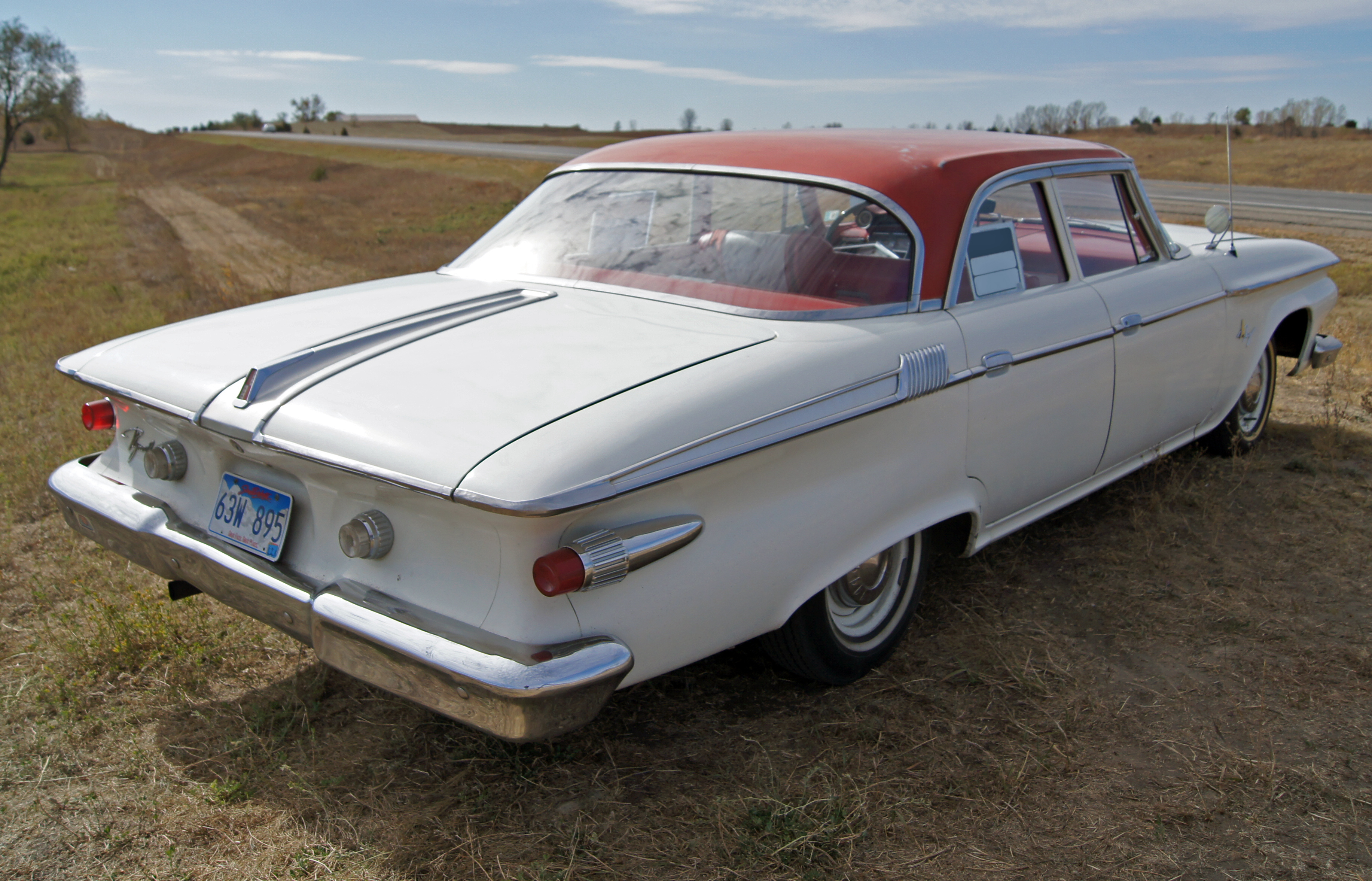
Plymouth Fury Sedan (1961)

### 1962 bis 1964
Für das Modelljahr 1962 verkleinerte der Chrysler-Konzern die Oberklassemodelle seiner Marken Dodge und Plymouth (nicht aber die der Marken Chrysler und Imperial). In der Erwartung einer starken Nachfrage nach „kompakteren Full-Size-Modellen“ setzte Chrysler den Fury und einige andere große Modelle auf die neu entwickelte B-Plattform, die einen Radstand von 2964 mm (116 Zoll) aufwies. Die Wagen waren etwa 150 mm kürzer und 180 kg leichter als ihre Vorgänger, hatten allerdings nahezu identische Innenabmessungen. Die Verkleinerung des Fury war ein Misserfolg. Während Dodge bereits nach nur einem Jahr seine Full-Size-Modelle wieder auf die größere C-Plattform umstellte, behielt Plymouth die kleine B-Plattform noch bis zum Modelljahr 1964 bei.

#### Technik und Design
Die kleinere B-Plattform war ebenfalls selbsttragend ausgelöst („Unibody“), verzichtete im Gegensatz zur C-Plattform aber auf den angeschraubten Hilfsrahmen. Im Bereich des Antriebs übernahm der Fury die bereits im Vorjahr verwendete Motorisierung mit dem standardmäßig gelieferten Slant Six und mehreren gegen Aufpreis erhältlichen Achtzylinder-V-Motoren mit 5,2 Litern, 5,9 Litern und 6,3 Litern Hubraum. 1964 war schließlich wahlweise auch ein 7,0 Liter (426 Kubikzoll) großer Achtzylinder mit 365 SAE-PS erhältlich.
Die Karosserie des Fury war vollständig neu entworfen worden. Sie wurde in jedem der drei Produktionsjahre stark verändert.

#### Modellentwicklung
Zu den stilistischen Besonderheiten der 1962er Generation gehörten wülstige Ausformungen, die vom Vorderwagen über die seitlichen Kotflügel bis in die Vordertüren verliefen. Sie ähnelten dem Design des ebenfalls neu vorgestellten Plymouth Valiant. Eine vergleichbare Gestaltung fand sich im Heckbereich. Bei den hinteren Fenstern war die Gürtellinie stufenartig erhöht. Ungewöhnlich waren zwei ungleich große Frontscheinwerfer: Neben den außen liegenden Hauptscheinwerfern waren zwei Scheinwerfer mit kleinerem Durchmesser in das Kühlergitter eingelassen. Die reduzierte Außenlänge erwies sich als Verkaufsproblem. Als Chrysler merkte, dass sich die kleineren Furys schlecht verkaufen ließen, installierte das Werk im laufenden Produktionsjahr einen breiten Chromstreifen auf Höhe der Gürtellinie, der von der Wagenfront bis zum Heck verlief. Er sollte das Auto optisch strecken. Als Karosserieversionen waren ein wiederum ein Cabriolet, eine viertürige Limousine mit Mittelpfosten sowie zwei- und viertürige Hardtops im Angebot. Zur Modellpalette gehörten erstmals auch große Kombis, die bislang als eigenständige Modellreihe angeboten worden waren. Die Kombis waren mit sechs und neun Sitzplätzen erhältlich.
Zum Modelljahr 1963 wurde die Karosserie bei Beibehaltung der B-Plattform gänzlich neu gestaltet. Die Kotflügel und Wagenflanken waren nun glattflächig, die wulstigen Ausformungen des Vorjahres entfielen. Der Kühlergrill war glattflächig und beinhaltete vier gleich große Scheinwerfer. Das Design erinnerte an den Chevrolet Chevy II.
Zum Modelljahr 1964 gab es erneut stilistische Veränderungen, die die Form der Kotflügel und die Dachlinie betrafen. Sie erhöhten die Ähnlichkeit zum Chevy II noch.

#### Produktion
Der verkleinerte Fury war – wie die ebenfalls größenreduzierten Schwestermodelle Savoy, Belvedere und Dodge Polara – ein Misserfolg. Während die meisten US-amerikanischen Autohersteller im Jahr 1962 ihren Absatz steigern konnten, sanken die Verkäufe und Dodge und Plymouth erheblich. Der Verkauf des Fury fiel im Vergleich zum Vorjahr um 30 Prozent auf etwa 37.500 Fahrzeuge. Plymouth fiel von Platz drei (1961) auf Platz acht der Verkaufsstatistik (1962) zurück. In den beiden folgenden Jahren belegte die Marke jeweils Platz vier.

#### Rezeption
Während der kurze Fury auf dem Markt ein Misserfolg war, lobte die Presse den Wagen:

I don't know of a car in its class that can top Plymouth. It offers the best roadability in its class.

„Ich kenne kein Auto in dieser Klasse, das den Plymouth übertrumpfen kann. Er bietet die besten Fahreigenschaften seiner Klasse.“

#### Galerie

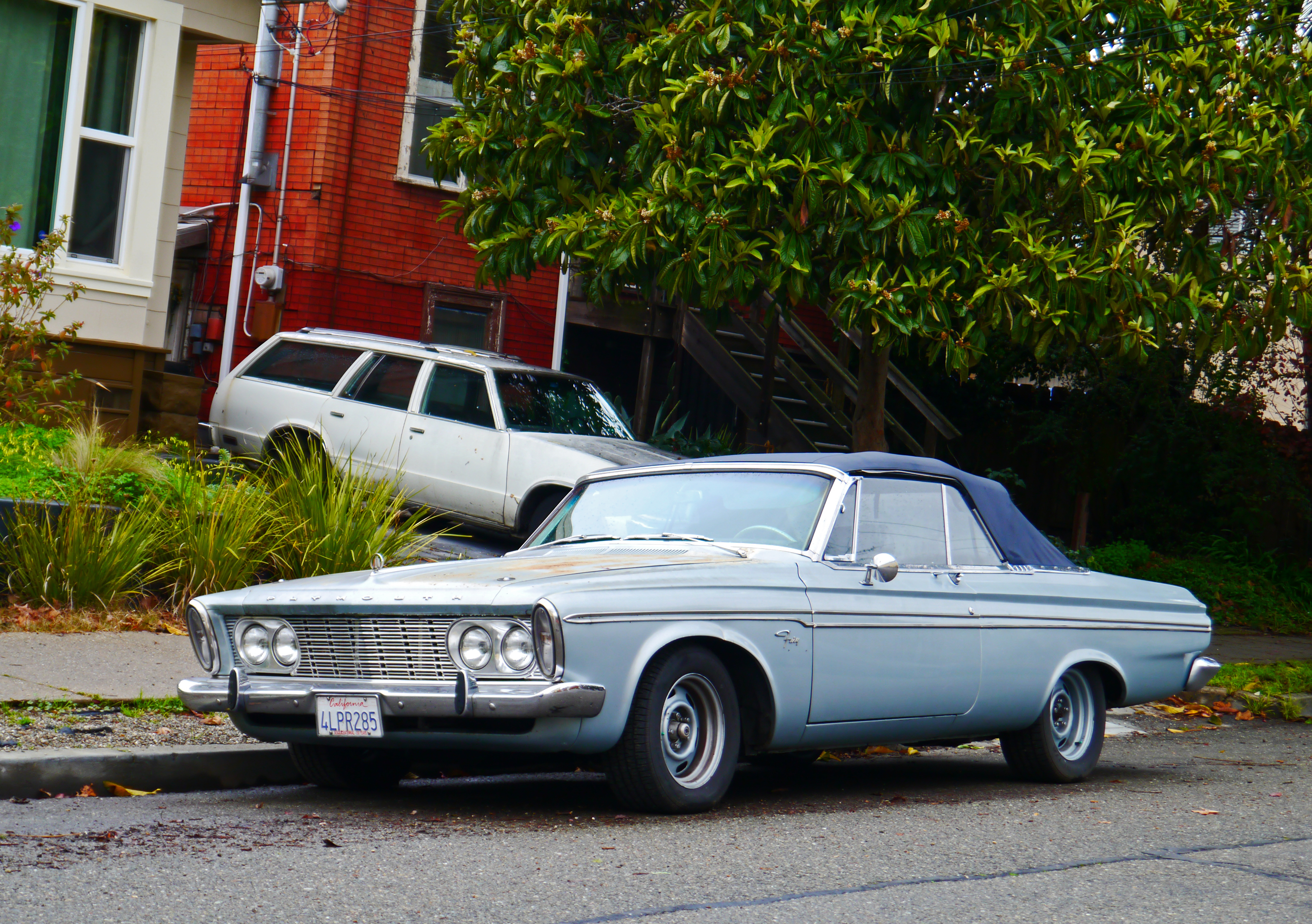
Plymouth Fury Convertible (1963)
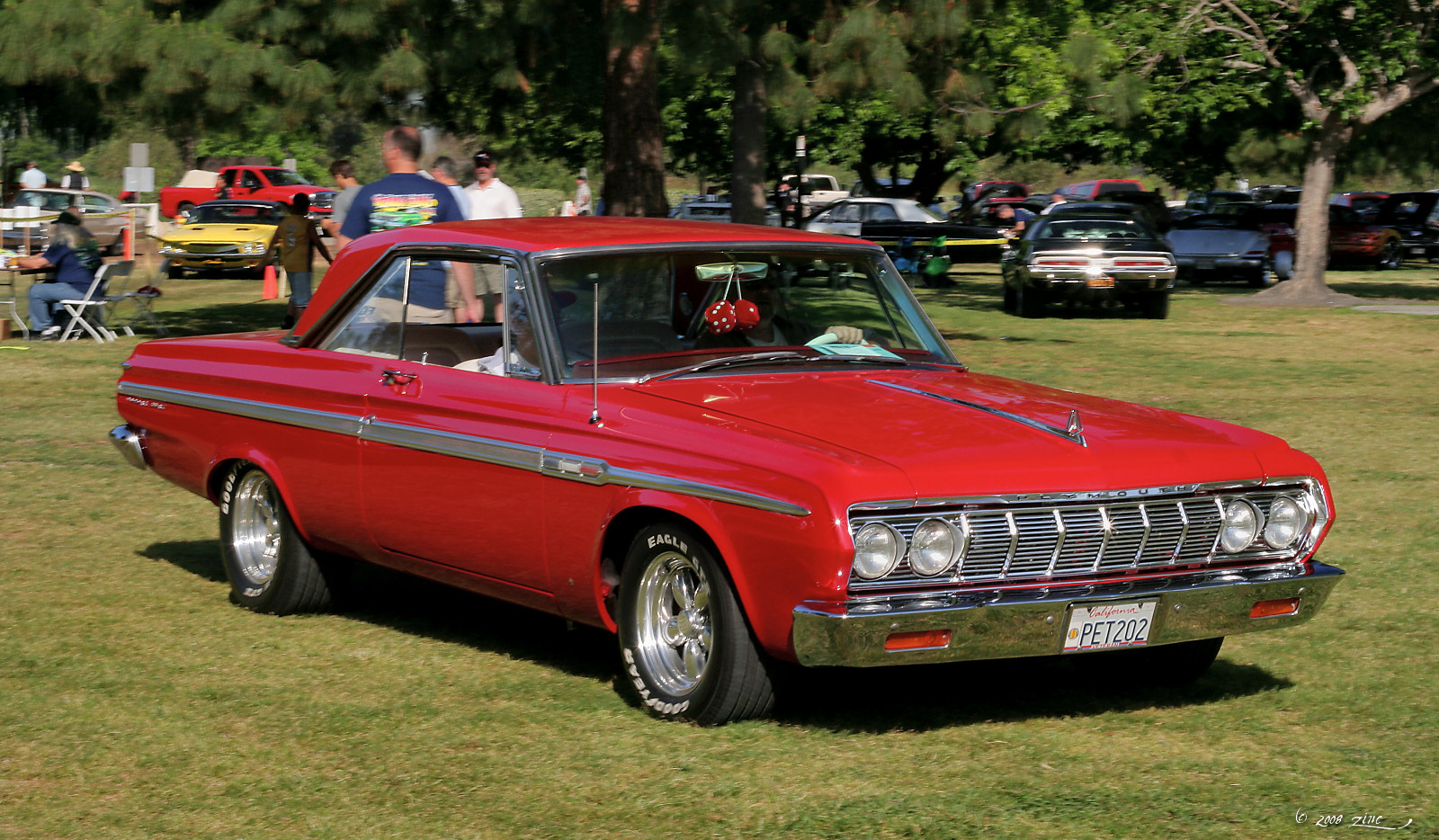
Plymouth Fury (1964)
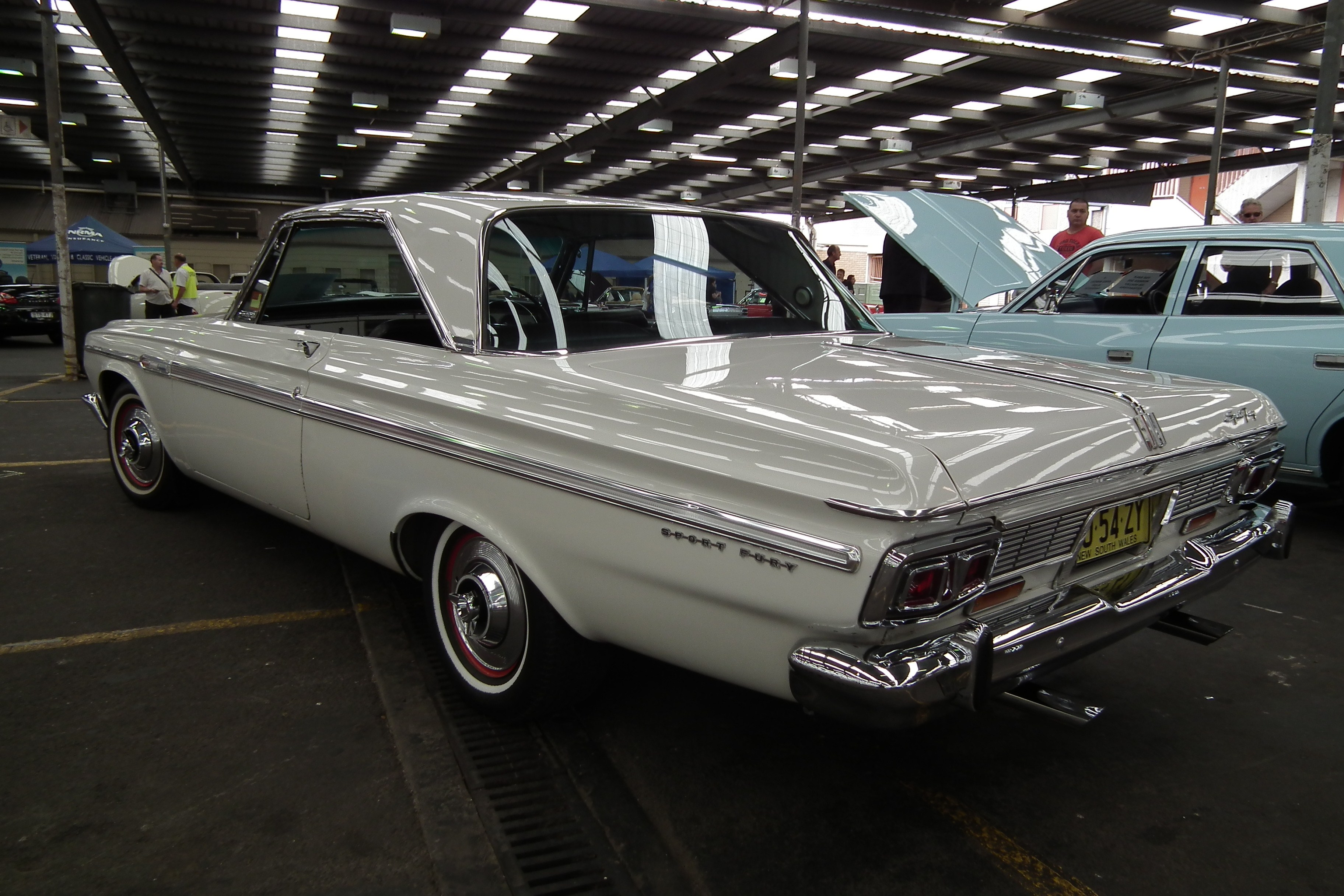
Plymouth Sport Fury (1964)

### 1965 bis 1968
Zum Modelljahr 1965 kehrte Plymouth als letzte Konzernmarke für sein Spitzenmodell Fury zur großen C-Plattform von Chrysler zurück. Damit trennte sich der Fury von seinem bisherigen Schwestermodell Belvedere, das bislang baugleich gewesen war und mit gleicher Plattform mit identischen Dimensionen angeboten worden war. Für die Modelljahre ab 1965 bis zu seiner Einstellung 1970 behielt der Belvedere den kurzen Radstand der B-Plattform bei. Der Radstand des Fury wuchs damit um fast 100 mm, und die Gesamtlänge nahm erheblich zu. Mit dem erneuten Rückgriff auf die grundsätzlich selbsttragend ausgelegte C-Plattform kehrte der vordere Hilfsrahmen zurück.

#### Karosserie
Die Karosserie des Fury war – wie bei allen Full-Size-Modellen des Chrysler-Konzerns – zum Modelljahr 1965 neu gestaltet worden. Die Rohkarosserie entsprach der der Marken Chrysler, Dodge und Imperial, die Außenbleche waren aber weitgehend eigenständig. Das von Elwood Engel entworfene Design zeichnete sich durch lange, klare Linien aus. Statt nebeneinander wurden die vier Scheinwerfer übereinander platziert. Dieses Designmerkmal behielt die vierte Generation des Fury während des gesamten, vier Jahre dauernden Modellzyklus bei. Verfügbare Karosserieversionen waren das Cabriolet, eine zwei- und eine viertürige Limousine mit feststehender B-Säule, ein zweitüriges Hardtop-Coupé sowie eine viertürige Hardtop-Limousine und schließlich Kombiwagen mit sechs oder neun Sitzplätzen. 1967 kam ein Fastback Hardtop Coupé hinzu. Anderseits wurde der Kombi wieder aus der Fury-Familie ausgegliedert und als eigenständiges Modell Suburban vermarktet.

#### Ausstattungsniveaus
Abhängig von dem jeweiligen Ausstattungsniveau wurden die Fury-Modelle ab 1965 in die Baureihen Fury I, Fury II und Fury III unterteilt, wobei der Fury I die preiswerteste und am schwächsten ausgestattete Version war, die vor allem bei Flottenkunden wie Behörden oder Autovermietern beliebt war. Den Fury I Hinzu kam der Sport Fury. Die Luxusversion des Fury wurde schließlich unter der Bezeichnung Plymouth VIP als eigenständige Baureihe vermarktet. Nicht alle Karosserieversionen waren in allen Ausstattungsniveaus erhältlich:
- Der Fury I und der Fury II wurden nur als zwei- und viertürige Limousine mit feststehender B-Säule sowie als Kombi angeboten. Im letzten Modelljahr entfiel in beiden Baureihen der Kombi.
- Der Fury III war als Cabriolet, als Hardtop Coupé, viertürige Limousine mit sowie viertürige Hardtop-Limousine ohne Mittelpfosten und (bis 1967) als Kombi erhältlich.
- Den Sport Fury gab es anfänglich nur als zweitüriges Cabriolet und als zweitüriges Hardtop Coupé. 1967 kam ein Fastback Hardtop Coupé hinzu, das nur in der Sport-Fury-Version angeboten wurde.
- Der vom Fury abgeleitete Plymouth VIP war durchgängig als viertürige Hardtop-Limousine erhältlich. Von 1966 bis 1967 gab es außerdem ein Hardtop Coupé, das 1968 durch das Fastback Coupé ersetzt wurde.

#### Motorisierung
Der Fury wurde mit einer Reihe unterschiedlich großer Sechs- und Achtzylindermotoren angeboten. Die serienmäßige Basismotorisierung bildete der 3,7 Liter große Reihensechszylindermotor, Spitzenmotorisierung war ein nur auf Wunsch erhältlicher V8 mit 7,2 Litern Hubraum.
Überblick über das Motorenangebot des Fury:
| Bauart                                          | Hubraum                        | Bohrung × Hub                     | Max. Leistung            | Max. Drehmoment    | Bauzeit   | Bemerkung                 |
| Slant-Six                                       | Slant-Six                      | Slant-Six                         | Slant-Six                | Slant-Six          | Slant-Six | Slant-Six                 |
| ----------------------------------------------- | ------------------------------ | --------------------------------- | ------------------------ | ------------------ | --------- | ------------------------- |
| Reihenmotor 6 Zylinder                          | 225 in³ (Kubikzoll) (3682 cm³) | 3.40 × 4.125 in (86,4 × 104,8 mm) | 145 bhp (108 kw)         | 215 lb-ft (292 Nm) | 1965–1968 |                           |
| V8 ab 1967 LA-Serie & bis 1967 Poly (Semi Hemi) |                                |                                   |                          |                    |           |                           |
| V-Motor 8 Zylinder                              | 318 in³ (5210 cm³)             | 3.91 × 3.31 in (99,3 × 84,1 mm)   | 230 bhp (172 kw)         | 340 lb-ft (461 Nm) | 1965–1968 |                           |
| V8 B-Serie                                      |                                |                                   |                          |                    |           |                           |
| V-Motor 8 Zylinder                              | 383 in³ (6286 cm³)             | 4.25 × 3.38 in (108 × 85,9 mm)    | 270–290 bhp (201–216 kw) | 390 lb-ft (529 Nm) | 1965–1968 | Zweifachvergaser          |
| V-Motor 8 Zylinder                              | 383 in³ (6286 cm³)             | 4.25 × 3.38 in (108 × 85,9 mm)    | 325–330 bhp (246 kw)     | 425 lb-ft (576 Nm) | 1965–1968 | Zweifach-Registervergaser |
| V-Motor 8 Zylinder                              | 426 in³ (6974 cm³)             | 4.25 × 3.75 in (108 × 95,3 mm)    | 365 bhp (272 kw)         | 470 lb-ft (637 Nm) | 1965      | Zweifach-Registervergaser |
| V-Motor 8 Zylinder                              | 440 in³ (7206 cm³)             | 4.32 × 3.75 in (109,7 × 95,3 mm)  | 365–375 bhp (272–280 kw) | 480 lb-ft (651 Nm) | 1966–1968 | Zweifach-Registervergaser |

#### Galerie

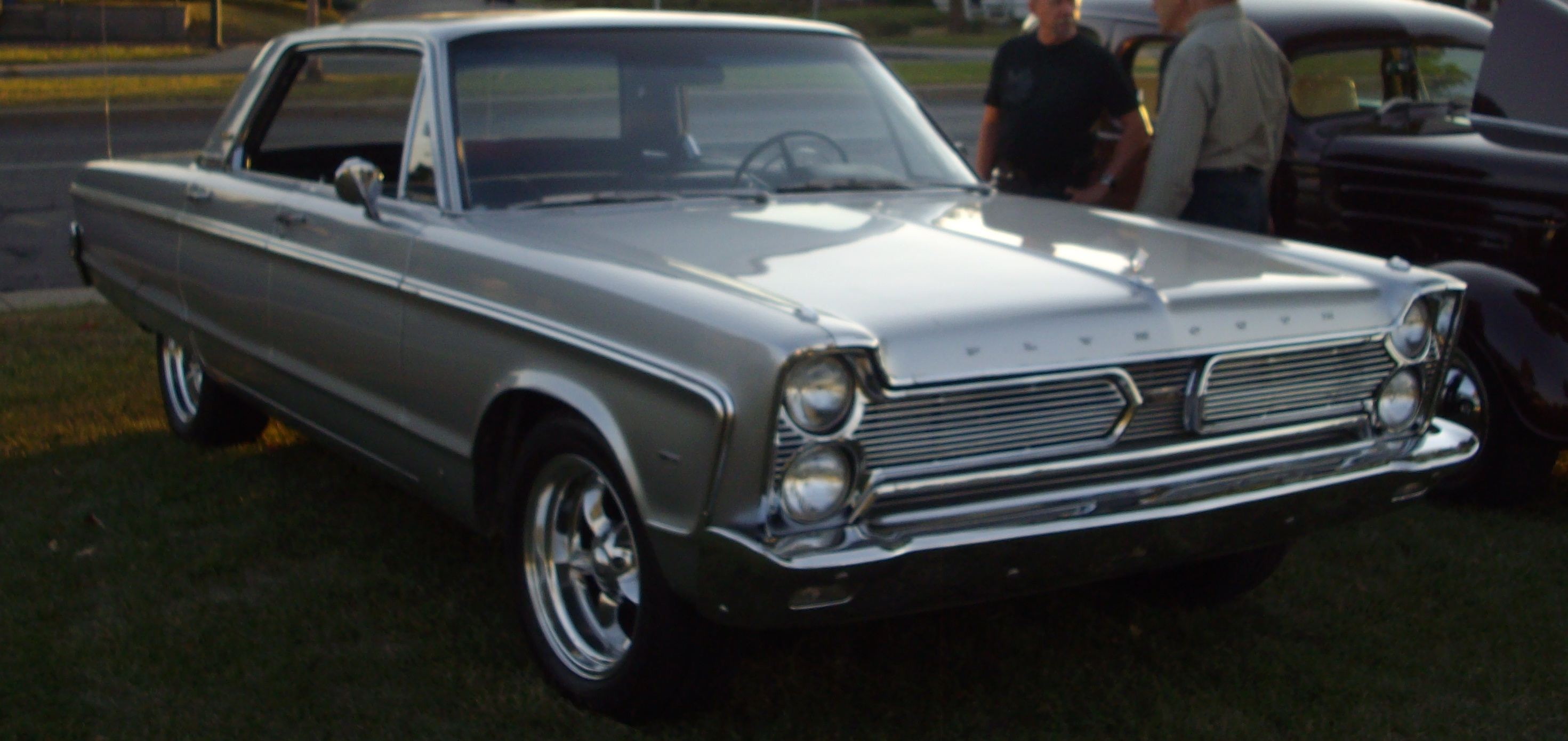
Plymouth Fury Hardtop Sedan (1966)
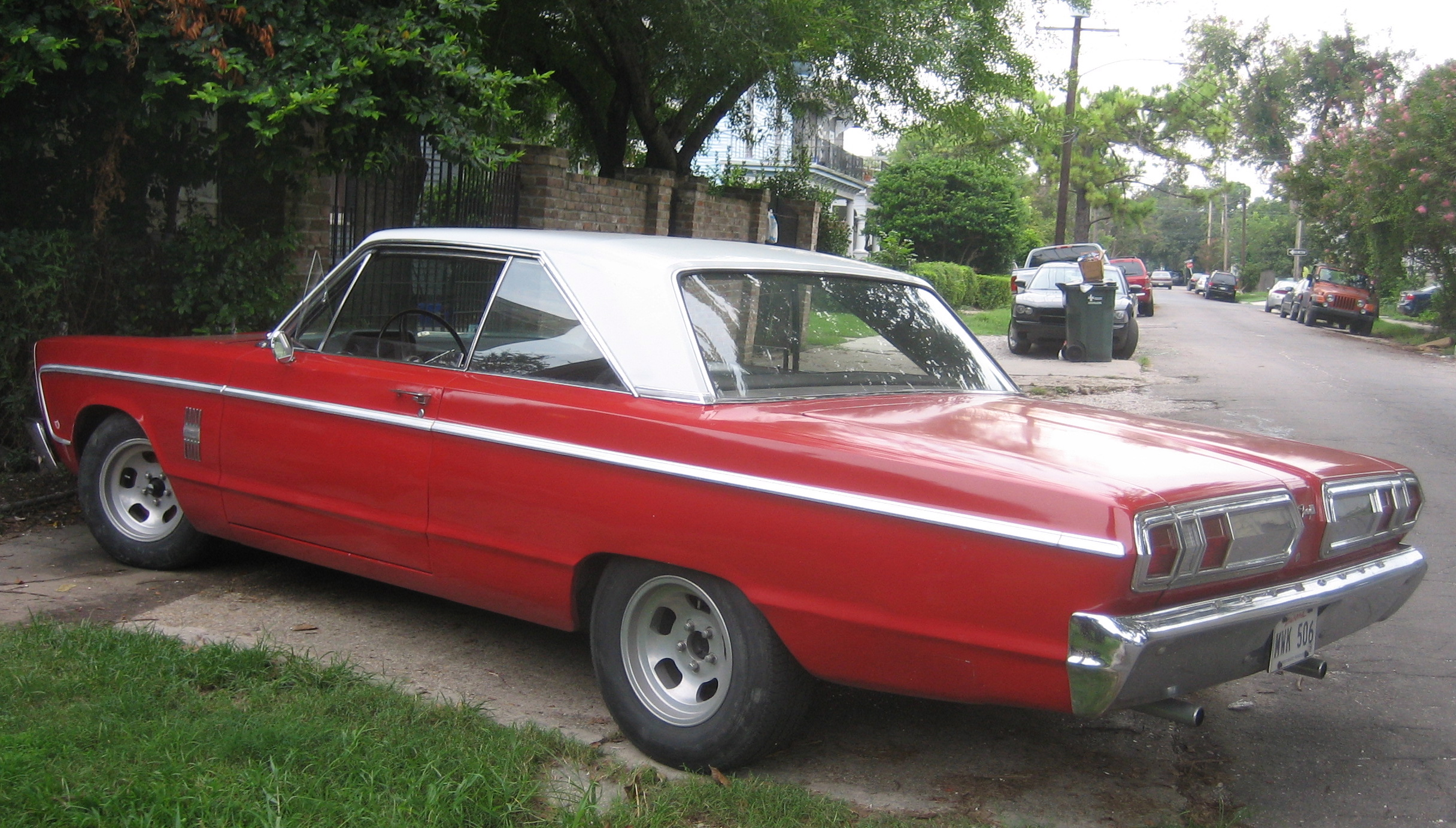
Plymouth Fury III Hardtop Coupé (1966)
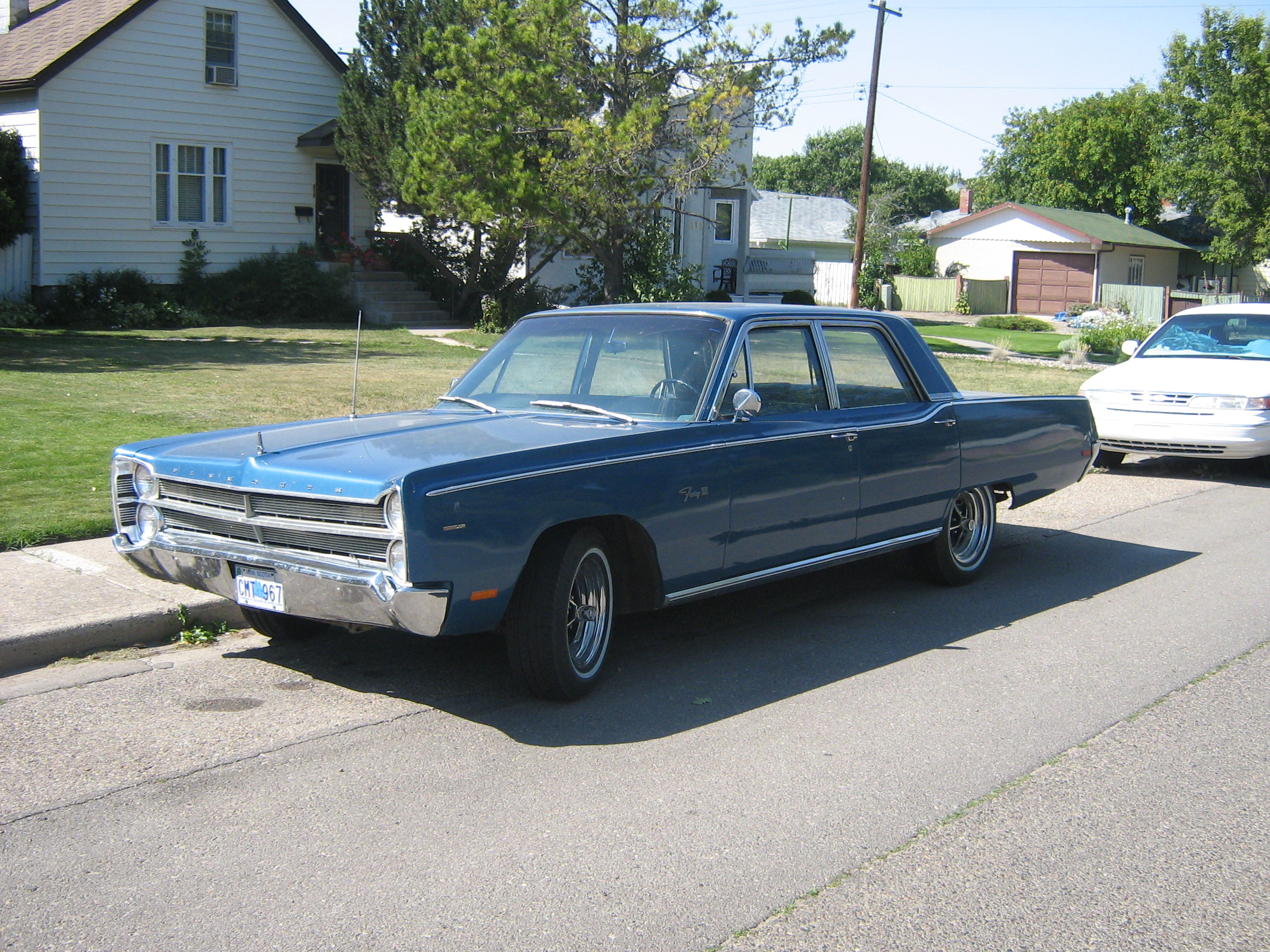
Plymouth Fury III Four Door Sedan (1967)
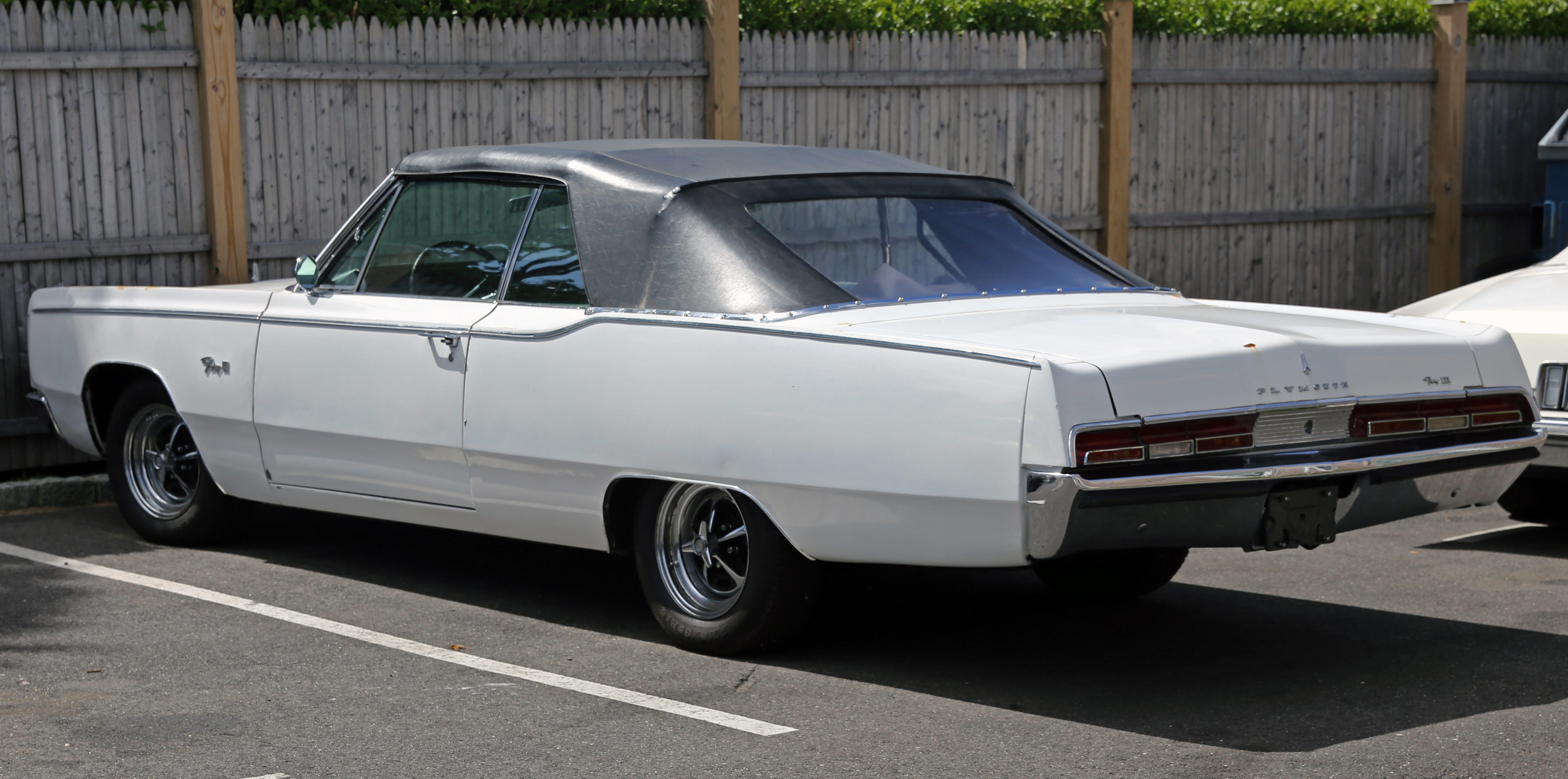
Plymouth Fury III Convertible (1967)
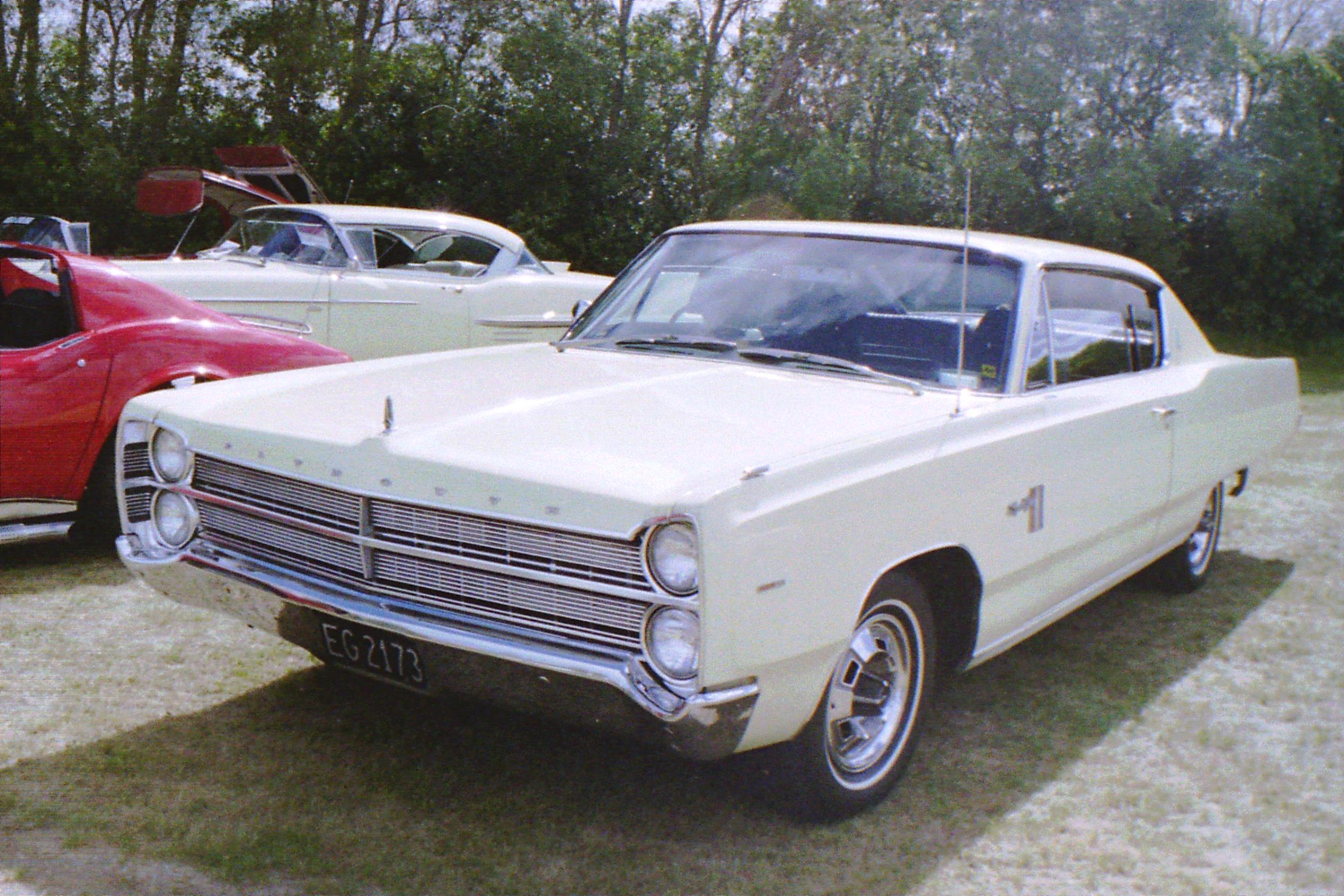
Plymouth Sport Fury Hardtop Coupé (1967)

### 1969 bis 1973

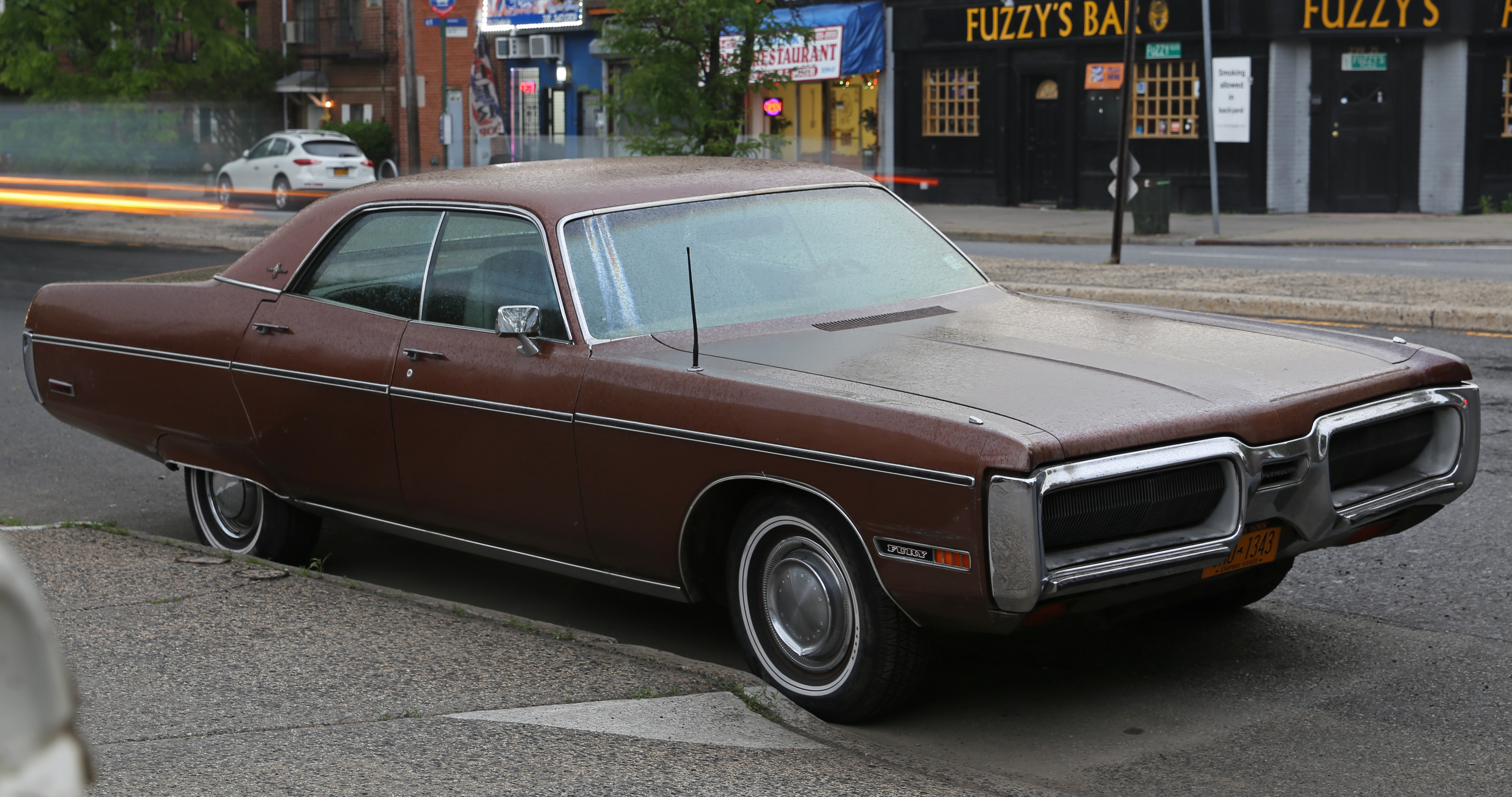
Brillenartige Frontgestaltung: Plymouth Fury Gran Sedan (1972)

Zum Modelljahr 1969 erhielt der Fury wie alle Spitzenmodelle des Chrysler-Konzerns bei unveränderter technischer Basis eine neue Karosserie. Sie folgte dem bei den Schwestermodellen umgesetzten Fuselage Styling, einem Designkonzept von Elwood Engel, das an einen Flugzeugrumpf erinnern sollte.

#### Karosserie
Besonderes Merkmal des Fuselage Designs waren konvex gestaltete, das heißt nach außen gewölbte Fahrzeugflanken. Die Gürtellinie lag im Vergleich zu den Vorgängermodellen und zu den Fahrzeugen anderer Hersteller außergewöhnlich hoch; dadurch wurden die Blechpartien der Kotflügel und Türen betont. Im Vergleich dazu waren die Dimensionen der Glasflächen reduziert. Die Seitenfenster waren ebenfalls leicht gewölbt. Wie bei einem Flugzeugrumpf sollte die Fahrzeugkarosserie als optische Einheit wahrgenommen werden. Die Stoßstangen waren vorn und hinten in die Karosserie integriert.
Die Grundstruktur der Fury-Karosserie entsprach denen der Schwestermodelle; einige Blech- und Glasteile waren untereinander austauschbar. Allerdings war die Frontpartie des Fury eigenständig. Die Doppelscheinwerfer waren horizontal angeordnet und waren in ein schlichtes Kühlergitter eingebettet. Die vorderen Stoßstangen waren – anders als bei den Modellen der Marke Chrysler – für 1969 noch nicht umlaufend gestaltet. Spitzenmodell war zum einen der viertürige „VIP“ oder der Sport Fury (sowohl als zweitüriges Hardtop oder als Viertürer zu haben).
Zum Modelljahr 1970 umrandete die vordere Stoßstange den Kühlergrill, ebenso wie bei den Full-Size-Modellen von Dodge und Chrysler. Die Basismodelle hatten weiterhin horizontal angeordnete Doppelscheinwerfer; bei dem Modell Gran Coupe sowie bei der höherwertigen Version Sport Fury waren die Scheinwerfer hinter elektrisch betätigten Klappen verborgen, deren äußere Gestaltung das Muster des Kühlergitters fortsetzte. Der VIP war 1970 nicht mehr erhältlich. Spitzenmodell war der Sport Fury bzw. der sportlich ausgerichtete Sport Fury GT, letzterer war nur als zweitüriges Hardtop zu haben. Für das Modelljahr 1971 wurden nur wenige Überarbeitungen am Styling vorgenommen. Der Kühlergrill wies einen über die gesamte Breite verlaufenden horizontalen Schlitz auf, während bei den Modellen mit Scheinwerferklappen der Kühlergrill ein anderes Design hatte und scheinbar in acht Segmente unterteilt war.
Zum Modelljahr 1972 überarbeitete Plymouth die Karosserie des Fury. Die Flanken hatten keine horizontalen Sicken mehr und die vordere Stoßstange hatte die Form zweier verchromter Schlaufen, die in der Mitte durch einen Metallsteg voneinander getrennt waren. In diese Schlaufen waren die Scheinwerfer eingelassen, die bei den höherwertigen Versionen wiederum jeweils hinter einer Klappe verborgen waren. Diese Gestaltung, die einige Beobachter an eine Brille erinnerte, fand sich nur bei Plymouth; andere Konzernmarken übernahmen es nicht. Sie wurde nur in diesem Modelljahr angeboten. Die Spitzenmodelle der Baureihe waren das „Gran Coupe“ (ein zweitüriges Hardtop) sowie der „Gran Sedan“ (ein viertüriges Hardtop).
Für 1973 erhielt der Fury nochmals eine neue, diesmal konventionellere Frontpartie: Sie wies die für dieses Modelljahr erstmals vorgeschriebenen schweren Sicherheitsstoßstangen auf, die sich nicht mehr wie zuvor in die Karosserie integrieren ließen, und Doppelscheinwerfer, die in eine Frontmaske aus Metall eingebettet waren.
Zur Fury-Reihe gehörten anfänglich ein zweitüriges Cabriolet, zwei- und viertürige Limousinen mit B-Säule, ein zweitüriges Hardtop Coupé, und ein viertüriges Hardtop. Außerdem waren die großen Kombis unter der Bezeichnung „Suburban“ mit dem jeweiligen Vorderbau der Fury-Modelle aus dem gleichen Jahr mit sechs oder neun Sitzplätzen erhältlich. Ab 1971 entfiel das Cabriolet. Nicht alle Karosserieversionen waren in allen Ausstattungsvarianten erhältlich.

#### Ausstattungsniveaus
Plymouths Modellpalette im Full-Size-Bereich bestand wiederum aus den Reihen Fury I, Fury II, Fury III und Sport Fury.
- Der Fury I war im gesamten Produktionszeitraum als viertürige Limousine mit fest stehender B-Säule erhältlich, bis 1971 gab es ihn als zweitürige Limousine. Kombis wurden in dieser Ausstattungslinie nicht angeboten. Er war in erster Linie ein Flottenfahrzeug.
- Der Fury II wurde zunächst nur als zwei- und viertürige Limousine mit Mittelsäule angeboten; ab 1971 kamen Kombiversionen mit sechs und neun Sitzplätzen hinzu.
- Beim Fury III wurden die meisten Karosserieversionen angeboten: als Cabriolet, in beiden Coupé-Versionen, als viertürige Limousine mit und ohne Mittelpfosten und (ab 1971) als Kombi. Das Cabriolet entfiel mit Ablauf des Modelljahrs 1970.
- Den bis 1972 produzierten Sport Fury gab es 1969 nur als Coupé, ab 1970 dann  als viertürige Limousine mit und ohne Mittelpfosten und ab 1971 schließlich sogar als Kombi.
- 1969 war außerdem noch einmal der VIP im Angebot; diese Version entfiel aber zum Beginn des Modelljahrs 1970. Als Ersatz wurde das Modell Fury Gran Coupé eingeführt, das eine luxuriöse, nahezu komplett ausgestattete Version des Fury war. 1972 kam der Fury Gran Sedan hinzu.

#### Motorisierung
Ab 1970 wurde die Modellpalette schrittweise ausgedünnt. Zunächst entfiel ab 1970 der VIP und der Sport Fury war fortan wieder das Spitzenmodell der Baureihe. Neu hinzu kam jedoch der Sport Fury GT mit stärkerem Motor. Das Cabrio war ab 1971 nicht mehr lieferbar, 1972 entfielen einige Motoroptionen, so dass nur noch Achtzylindermotoren erhältlich waren. Der Sport Fury entfiel, das neue Topmodell wurde der Gran Fury, der ab 1975 ein eigenständiges Modell wurde.
- 225 in³ (3682 cm³) Slant-Six (1969–1971)
- 318 in³ (5210 cm³) LA-Serie V8 (1969–1973)
- 360 in³ (5898 cm³) LA-Serie V8 (1971–1973)
- 383 in³ (6286 cm³) B-Serie V8 (1969–1971)
- 400 in³ (6561 cm³) B-Serie V8 (1972–1973)
- 440 in³ (7206 cm³) B-Serie V8 (1969–1973)

#### Galerie

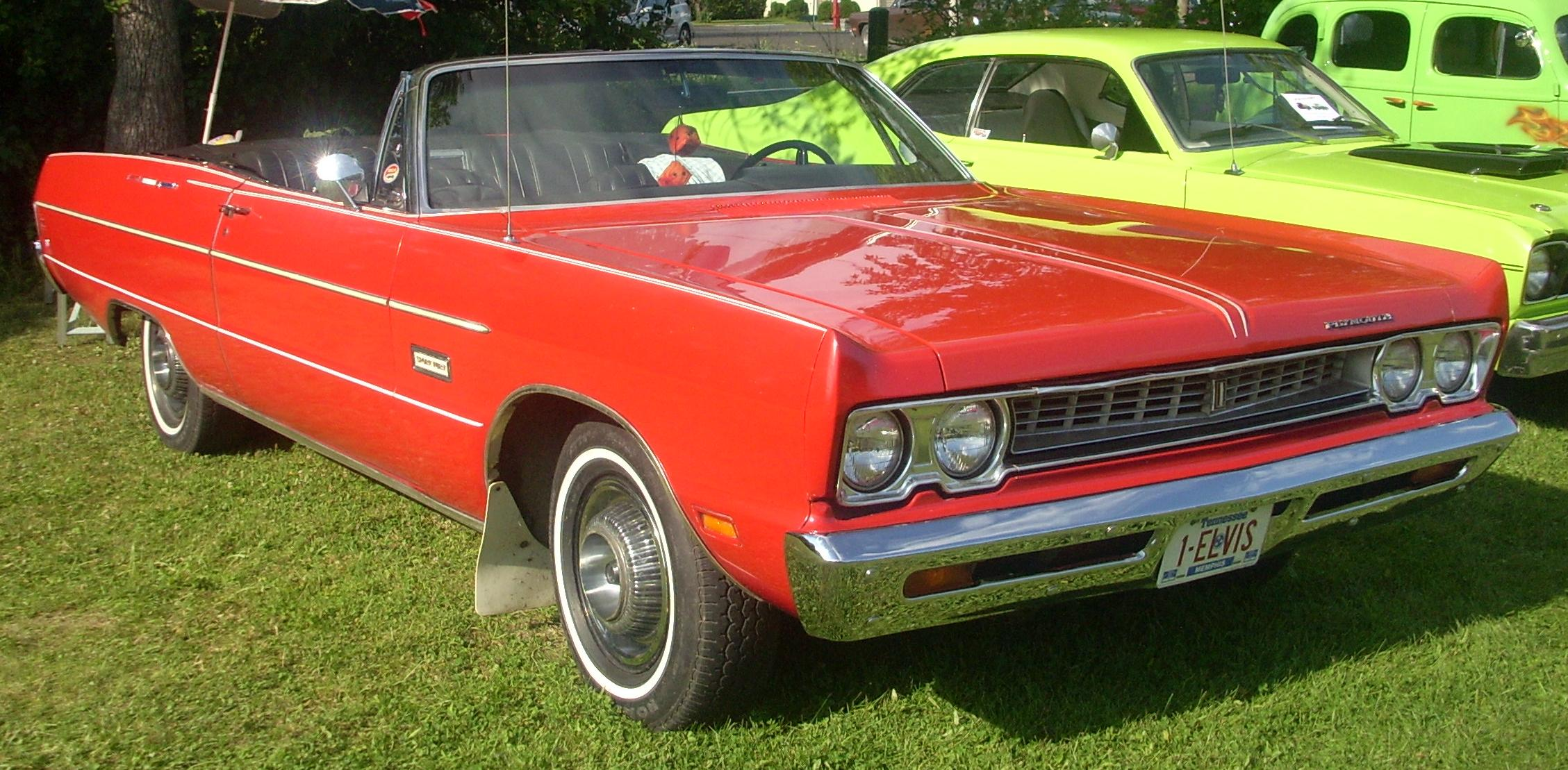
Sport Fury Convertible (1969)
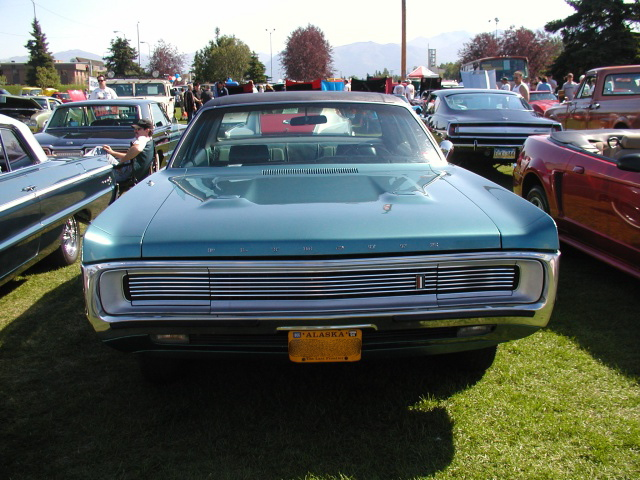
Sport Fury Four Door Sedan (1970)
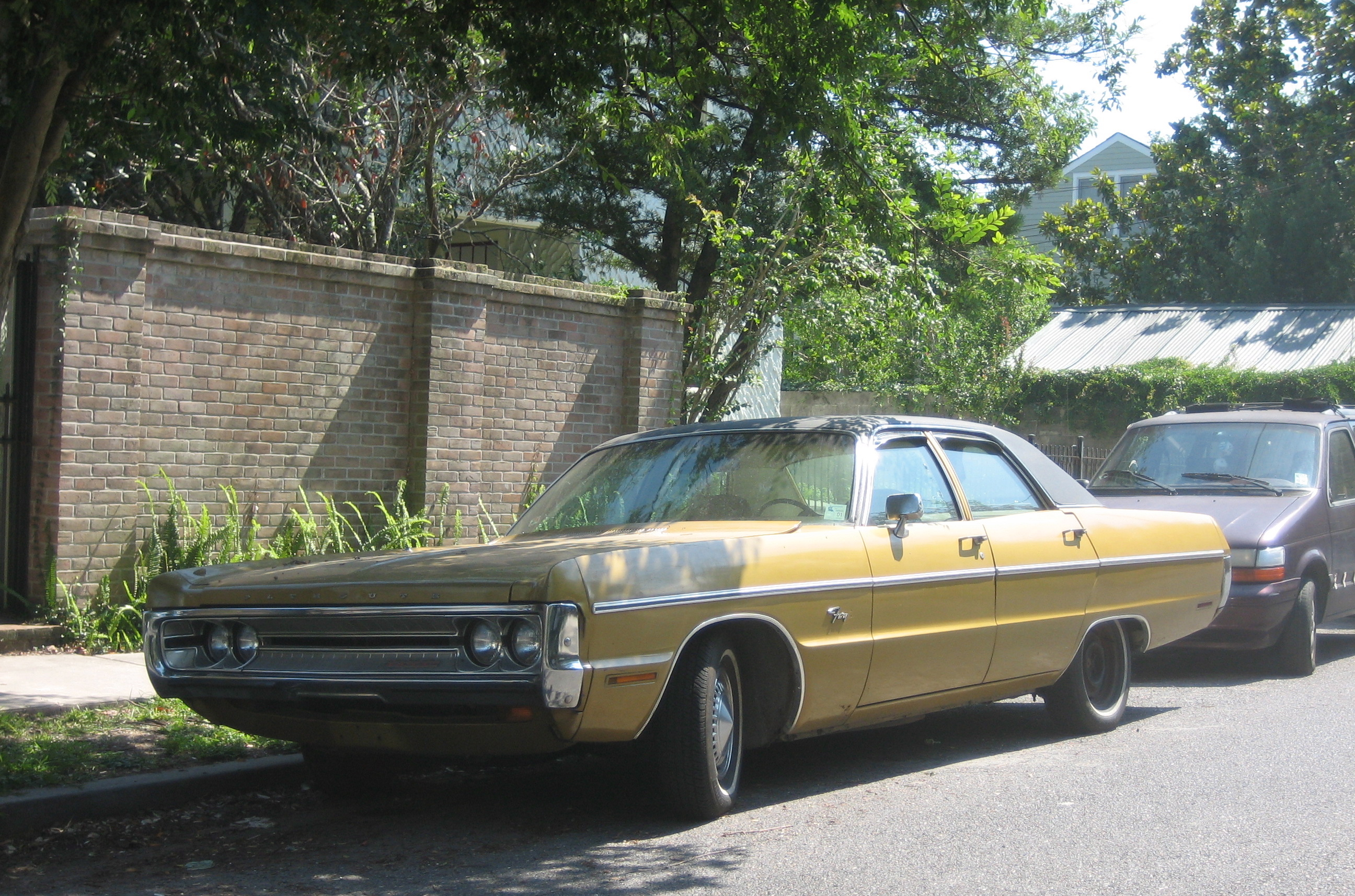
Fury III Four Door Sedan (1971)
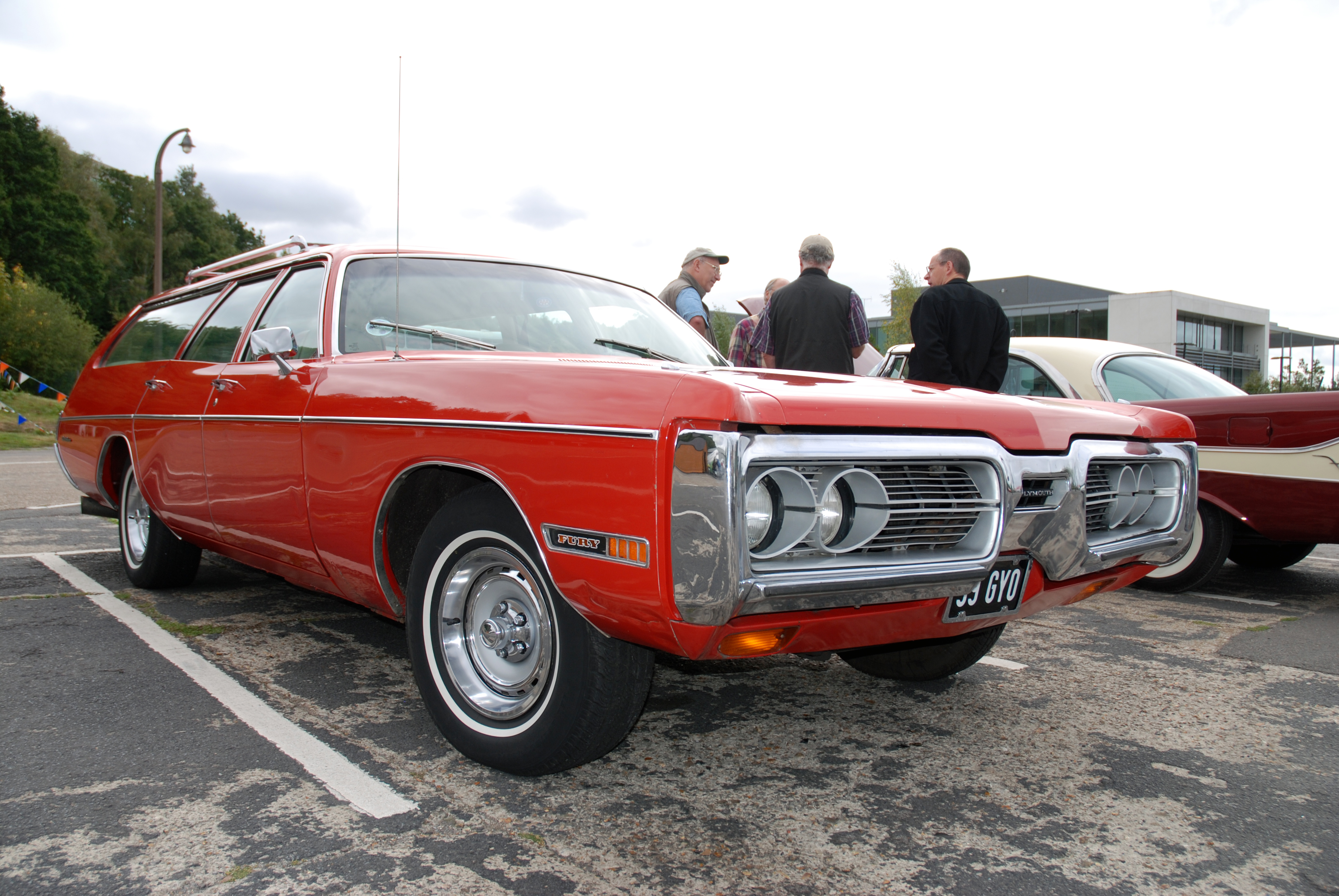
Fury Custom Suburban (1972)
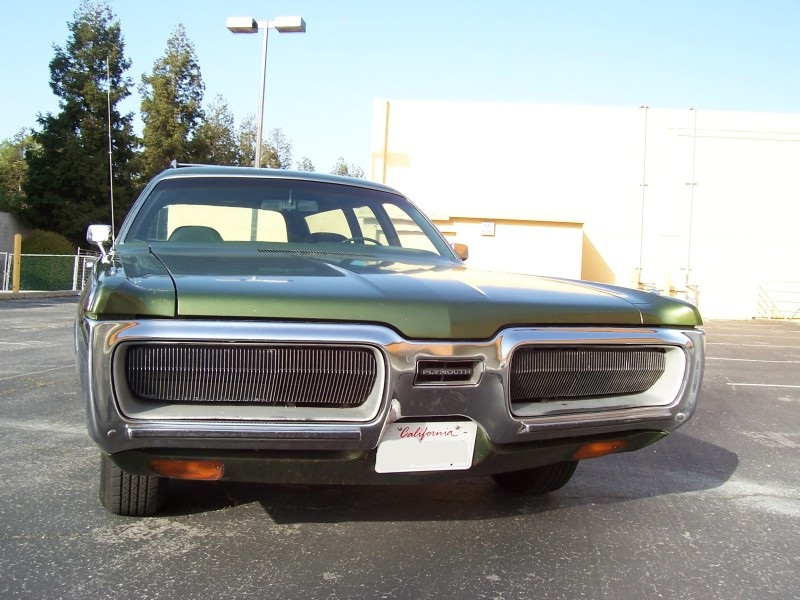
Fury Sport Suburban (1972)
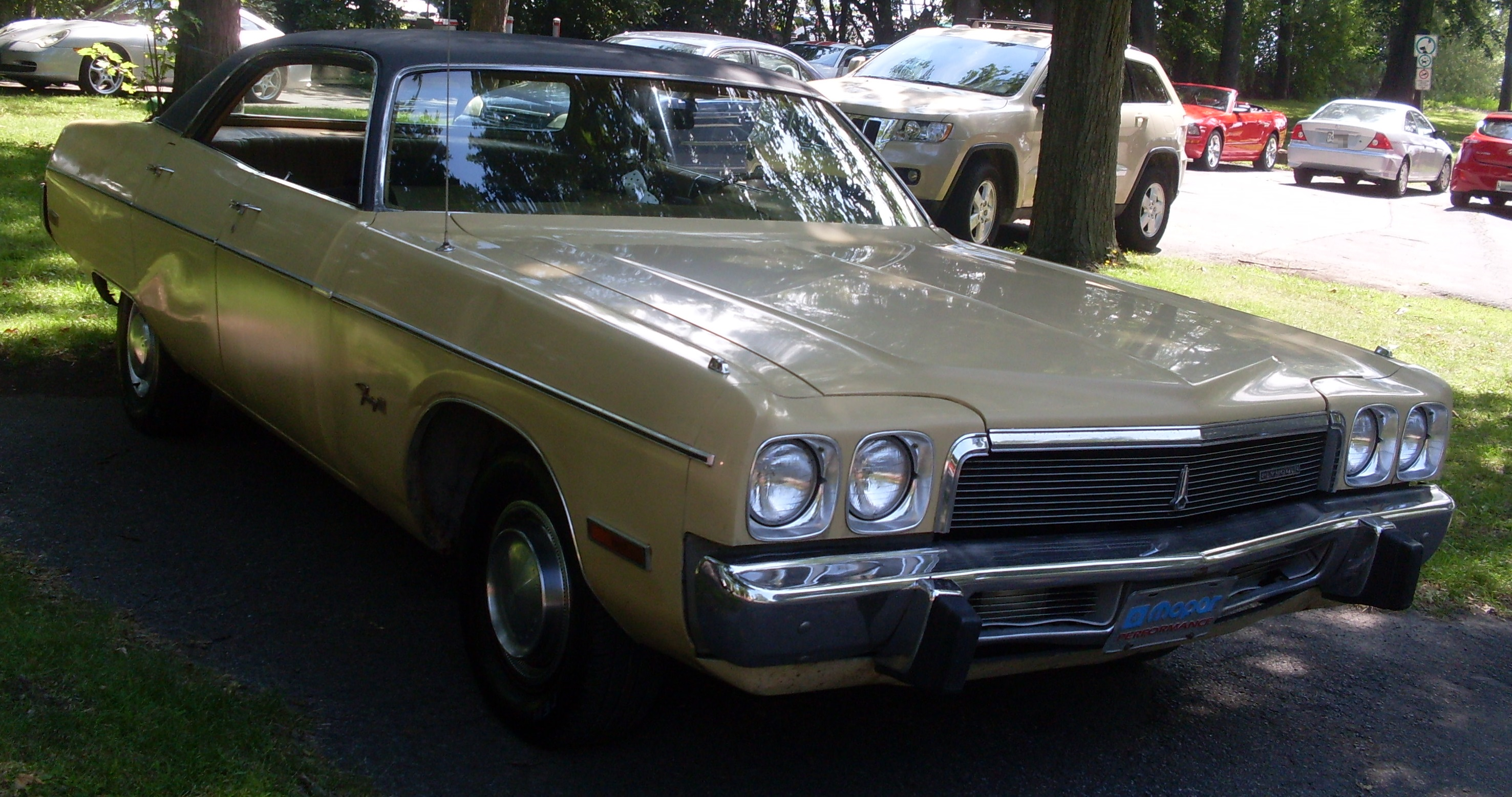
Fury III Four-Door Hardtop (1973)

### 1974
1974 wurde die letzte Generation des großen Fury vorgestellt. Sie basierte wiederum auf der inzwischen zehn Jahre alten C-Plattform. Chrysler hatte an dieser Plattform einige Modifikationen im Hinblick auf Geräuschdämmung und Fahrverhalten vorgenommen, abgesehen davon aber weder die Dimensionen noch die Grundstrukturen geändert. Allerdings hatte der Fury – ebenso wie die Schwestermodelle Dodge Monaco, Chrysler Newport und New Yorker sowie Imperial LeBaron – eine komplett neu gestaltete Karosserie erhalten. Die Wagen waren kürzer als ihre Vorgänger, waren ungeachtet dessen aber noch einmal 100 bis 200 kg schwerer geworden. Wie die anderen Modelle, erhielt der Fury eine Reihe neuer Sicherheitsmerkmale wie eine Sicherheitslenksäule, verstärkten Seitenaufprallschutz oder energieabsorbierende Stoßstangen. Karosserieversionen waren viertürige Limousine, Kombi oder das Hardtop mit zwei oder vier Türen.
Als Antriebe verblieben nur noch drei V8-Motoren mit 5,9 bis 7,2 Litern Hubraum.
Ab dem Modelljahr 1975 wurde der Fury unter der Bezeichnung Gran Fury vermarktet. In dieser Form blieb er mit geringen technischen und stilistischen Änderungen bis 1978 im Programm.

## 1975 bis 1978: Mittelklassemodell
1975 wechselte die Bezeichnung Fury eine Fahrzeugklasse nach unten in die Mittelklasse. Der bisherige Plymouth Satellite wurde in Fury umbenannt, um das Modell aufzuwerten. Der Fury des Modelljahrs 1975 war stilistisch weitgehend mit dem bis 1974 produzierten Satellite identisch. Wesentlichstes äußeres Unterscheidungsmerkmal waren die neu arrangierten Scheinwerfer: Anstelle runder, in den Grill integrierter Doppelscheinwerfer trug der Fury von 1975 bis 1976 große, einzelne Rundscheinwerfer; ab 1977 waren es übereinander positionierte, rechteckige Scheinwerfer. Neu gestaltet war hingegen das zweitürige Hardtop-Coupé: Während das Satellite-Coupé mit einem Fließheckaufbau versehen war, hatte die zweitürige Version des Fury ein klassisches Stufenheck mit großem Kofferraum.
Die Motorisierung bestand aus einem Reihensechszylinder und mehreren Achtzylinder-V-Motoren mit unterschiedlichem Hubraum. Der größte Motor, ein Achtzylinder mit 7,2 Litern Hubraum, war der Polizei vorbehalten. Die beiden kleinsten Motoren konnten wahlweise mit einem manuellen Dreiganggetriebe geliefert werden; alle anderen Motoren waren serienmäßig mit einer TorqueFlite-Dreigangautomatik verbunden.
Mit Ablauf des Jahres 1978 endete die Produktion des Fury.

## Plymouth Gran Fury

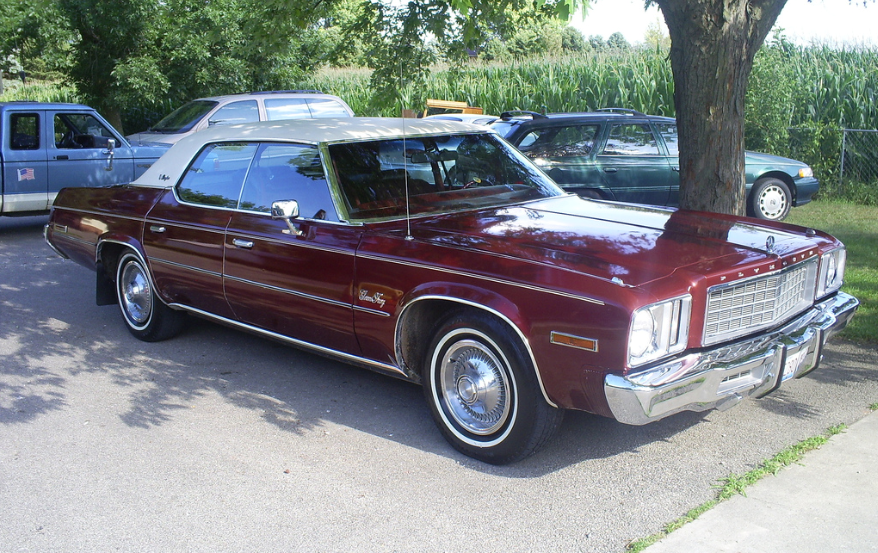
Plymouth Gran Fury

Das bisherige Full-Size-Modell wurde mit Beginn des Modelljahrs in Gran Fury umbenannt. Dieser Begriff knüpfte an die bereits seit 1971 verwendeten Bezeichnungen Gran Coupé und Gran Sedan an, die in der Fuselage-Ära die Spitzenmodelle der Fury-Reihe gebildet hatten. Zunächst blieb es bei der bisherigen C-Plattform, die der Gran Fury sich mit anderen Fahrzeugen aus dem Chrysler-Konzern wie dem Dodge Royal Monaco teilte. 1977 war das vorerst letzte Jahr des Gran Fury, erst 1979 kam ein Nachfolger auf der neuen Chrysler R-Plattform. Dieses Modell konnte sich nur kurz im Programm halten, bereits nach drei Jahren war Schluss. Wie schon der Fury wechselte der Gran Fury in die Mittelklasse.

## Trivia

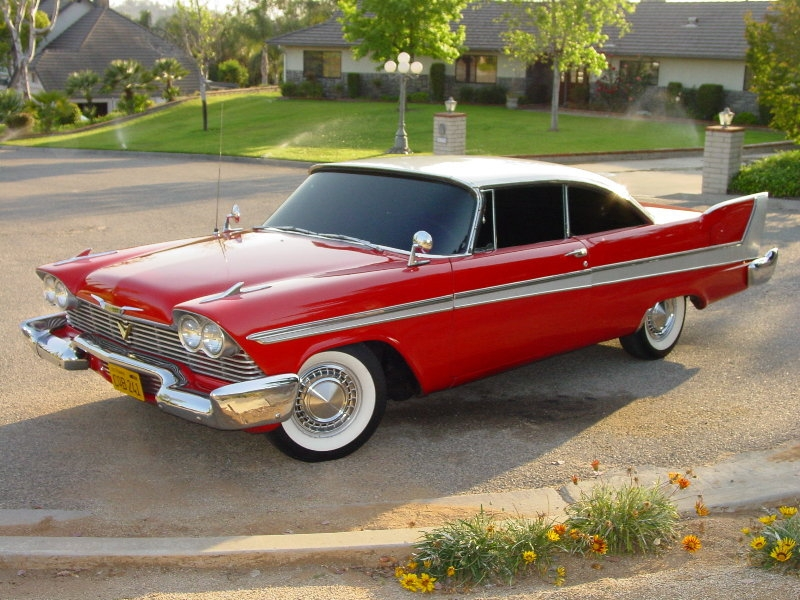
„Christine“

- In Stephen Kings Roman Christine spielt ein Plymouth Fury, Modell 1958, die „Hauptrolle“, ein Auto mit Eigenleben. In der Verfilmung von 1983 unter der Regie von John Carpenter sollte es zwar um einen Fury gehen, für den Film wurden jedoch aus Beschaffungsgründen ausschließlich die Modelle Plymouth Savoy und Plymouth Belvedere verwendet, die jedoch die gleiche Karosserie haben.

Der 1958er Fury wurde ausschließlich in beige mit goldener Seitenverzierung angeboten. Buch wie Film erklären Christines rote Farbe mit einer „Sonderanfertigung“ (sehr schön zu sehen in der Eingangssequenz des Films, in der alle Wagen auf dem Fließband beige sind, außer eben Christine). Im Buch allerdings hat Christine vier Türen, was definitiv falsch ist. Der Fury war ausschließlich als zweitüriges „Hardtop Coupé“ erhältlich, folgerichtig hat Christine im Film nur zwei Türen.
Film wie Buch zeigen Abweichungen von der Bauart des Autos. Im Film wird beispielsweise gezeigt, wie sich die Türen von selbst verriegeln, jedoch weder der Fury noch die anderen Modelle des besagten Baujahres hatten Verriegelungsknöpfe, sondern wurden mit Hilfe der Griffe von innen verriegelt. Das aber wäre im Film nur schwer sichtbar gewesen. Im Buch wird beschrieben, wie sich der Automatikhebel bewegt, dabei hatten die Plymouth des Baujahres 1958 Druckknöpfe neben dem Lenkrad zur Steuerung des Getriebes. In vielen Stuntszenen im Film musste das Auto mit eingeschweißten Metallstreben verstärkt werden, da es sonst etwa beim Angriff auf den Camaro von Buddy Repperton zu stark eingedrückt worden wäre. Wenn Christine „von selbst“ fährt, sind die Scheiben schwarz verklebt, um den Fahrer nicht zu zeigen.
In vielen Szenen, die im Innenraum von Christine spielen, wurden „halbe“, aufgeschnittene Autos verwendet, um die Kameras besser platzieren zu können. Als Dennis mit Arnie gegen Ende des Films in Christine mitfährt, steht das Auto in Wirklichkeit still, die nächtliche rasante Fahrt wird nur durch vorbeifliegende Lichtreflexe wie von Straßenlaternen simuliert.
Im Buch wie im Film zählt der Kilometerzähler rückwärts. Das Buch erklärt Christines Fähigkeiten zur Selbstreparatur mit „negativem Verschleiß“ – üblicherweise ist ein Auto in umso besserem Zustand, je niedriger der Tachostand ist. Im Film dient der Kilometerzähler als eine Art Lebensuhr – gegen Ende springt er auf Null.
Oldtimerfreunde haben zunächst bedauert, dass für den Film an die zwanzig 57/58er Plymouths vernichtet wurden. Allerdings hat die durch den Film entstandene Fangemeinde wahrscheinlich mehr dieser Fahrzeuge gerettet als der Film verbraucht hat. Einige im Film zu sehende Plymouths wurden nur gering oder gar nicht beschädigt und fahren heute noch.